# Kommunismus

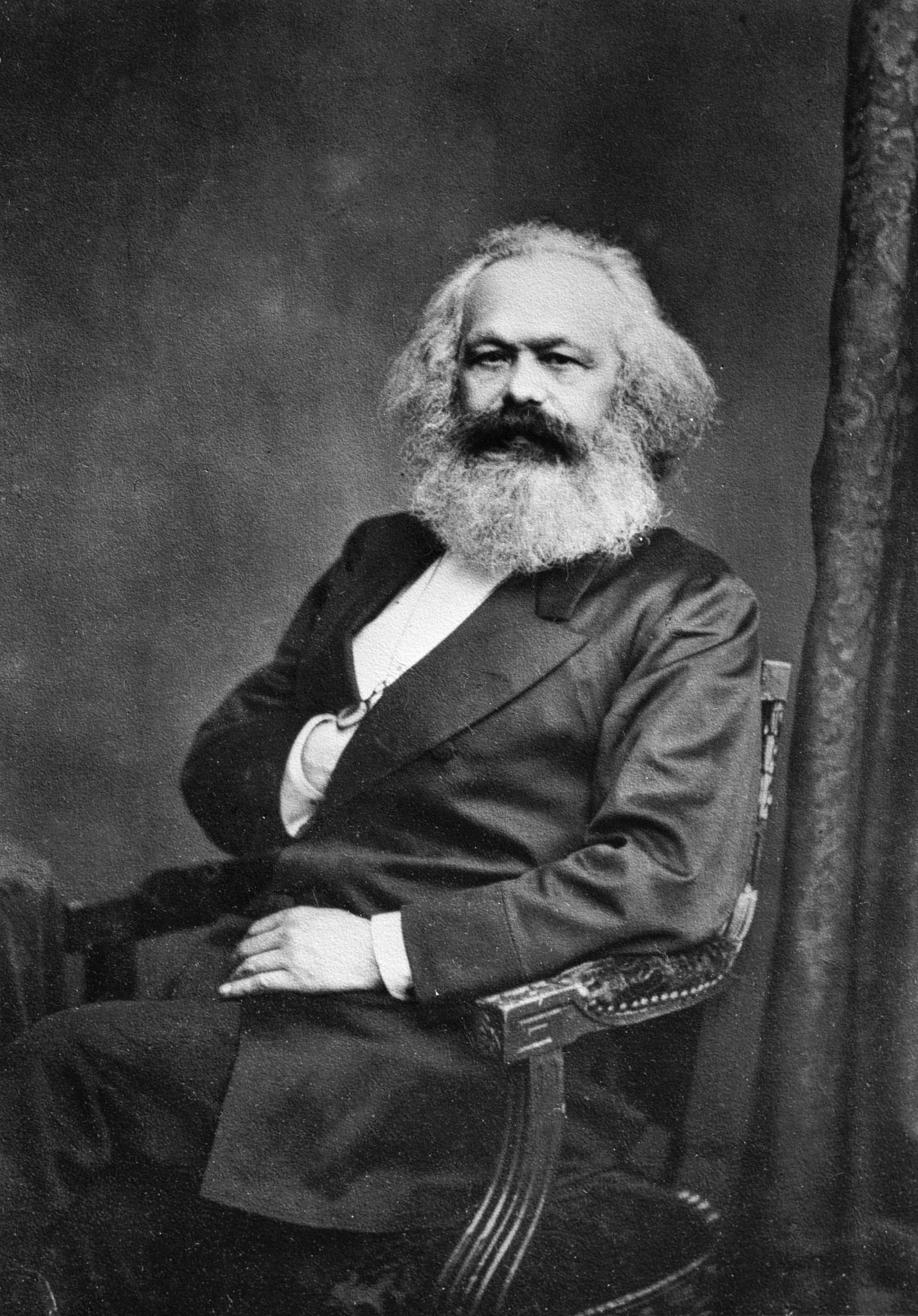
Karl Marx (1818–1883), sozialistisch/kommunistischer Theoretiker

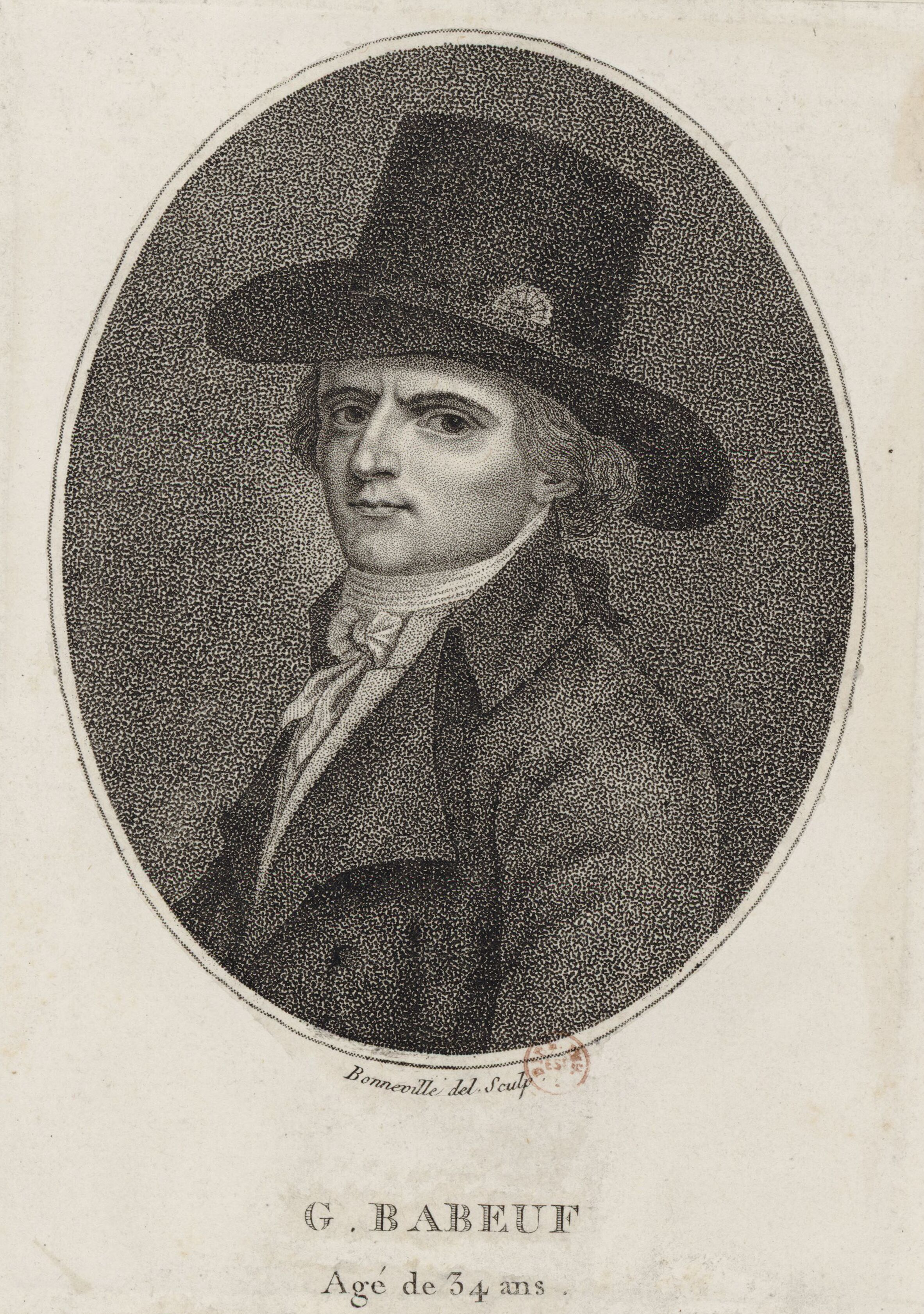
François Noël Babeuf (1760–1797), bedeutender Frühsozialist in der Zeit der Französischen Revolution

Kommunismus (lateinisch communis ‚gemeinsam‘) ist ein um 1840 in Frankreich entstandener politisch-ideologischer Begriff mit mehreren Bedeutungen:
- Er bezeichnet erstens gesellschaftstheoretische Utopien, die auf Ideen sozialer Gleichheit und Freiheit aller Gesellschaftsmitglieder, auf Gemeineigentum und kollektiver Problemlösung beruhen.

- Zweitens steht der Begriff, im Wesentlichen gestützt auf Theorien von Karl Marx, Friedrich Engels und Wladimir Lenin, für ökonomische und politische Lehren mit dem Ziel, eine herrschaftsfreie und klassenlose Gesellschaft zu errichten.

- Drittens werden damit Bewegungen und politische Parteien (vgl. Kommunistische Partei) bezeichnet, die das Ziel verfolgen, Gesellschaften zum Kommunismus zu überführen bzw. kommunistische Theorien praktisch umzusetzen.

- Viertens bezeichnet er – als von der ersten Bedeutung unterschiedene Fremdbezeichnung – daraus hervorgegangene Diktaturen unter Vorherrschaft kommunistischer Parteien. Die größte Ausdehnung erreichte dieses Herrschaftssystem mit der Sowjetunion und ihren verbündeten Ostblockstaaten sowie der Volksrepublik China während des Kalten Krieges.

In einigen kommunistischen Parteidiktaturen (Realsozialismus) kam es zu Massenverbrechen, wie dem Großen Terror in der stalinistischen Sowjetunion der 1930er-Jahre, in der Volksrepublik China während der maoistischen Kulturrevolution in den 1960er- und 1970er-Jahren oder zuletzt unter der Schreckensherrschaft der Roten Khmer in Kambodscha. Der Zerfall der Sowjetunion um das Jahr 1990 besiegelte das Ende der meisten realsozialistischen Staaten.
Eine Abgrenzung zum Sozialismus ist nicht immer möglich.

## Überblick
Der Begriff Kommunismus steht für eine dauerhaft sozial gerechte und freie Zukunftsgesellschaft und wurde im 19. Jahrhundert geprägt. Nach Lorenz von Stein war der französische Revolutionär François Noël Babeuf der erste Kommunist (vgl. auch Verschwörung der Gleichen). Bekanntester Vertreter des Kommunismus war Karl Marx (1818–1883). Nach der Theorie von Marx und dessen engem Weggefährten Friedrich Engels (1820–1895) könne sich der Kommunismus aus dem Kapitalismus, einer Wirtschaftsordnung, in der sich die Kapitalistenklasse und die Arbeiterklasse (Proletariat) als Gegner gegenüberstehen (Klassenkampf), nur durch eine revolutionäre Übergangsgesellschaft (Diktatur des Proletariats) entwickeln. Während dieser Herrschaft der Arbeiterklasse werde das Privateigentum an den Produktionsmitteln und die damit einhergehende Ausbeutung aufgehoben. Im Manifest der Kommunistischen Partei wie auch in den „Forderungen der Kommunistischen Partei in Deutschland“ fordern Marx und Engels Verstaatlichungen. Im Vorwort zur englischen Ausgabe des Kommunistischen Manifests von 1888 modifiziert Engels später das Verhältnis zum Staat und bloßer Verstaatlichung: „Gegenüber der immensen Fortentwicklung der großen Industrie seit 1848 und der sie begleitenden verbesserten und gewachsenen Organisation der Arbeiterklasse, gegenüber den praktischen Erfahrungen, zuerst der Februarrevolution und noch weit mehr der Pariser Kommune, wo das Proletariat zum ersten Mal zwei Monate lang die politische Gewalt innehatte, ist heute dies Programm stellenweise veraltet. Namentlich hat die Kommune den Beweis geliefert, dass die Arbeiterklasse nicht die fertige Staatsmaschine einfach in Besitz nehmen und sie für ihre eigenen Zwecke in Bewegung setzen kann.“ (Friedrich Engels, MEW 21, S. 358)
Nach den Erfahrungen der Pariser Kommune (1871) blieb es bei der allgemeinen Forderung nach Verstaatlichungen als einem ersten Schritt. Engels schreibt in seiner 1880 veröffentlichten Schrift Die Entwicklung des Sozialismus von der Utopie zur Wissenschaft: „Das Proletariat ergreift die Staatsgewalt und verwandelt die Produktionsmittel zunächst in Staatseigentum.“ (MEW 19, 223) Diese Art sozialistischer Verstaatlichung von Produktionsmitteln grenzte Engels aber scharf ab vom Staatssozialismus Bismarcks. Der Theorie nach heben sich durch die Beseitigung des Privateigentums an den Produktionsmitteln nach und nach alle Klassengegensätze auf. Bei diesem Übergang zum klassenlosen Kommunismus werde der Staat, der ein Produkt der polit-ökonomischen Verhältnisse und Ausdruck der politischen Klassenherrschaft ist, nicht abgeschafft, sondern sterbe ab, wenn er nicht mehr notwendig, also überflüssig werde. Wie die Gesellschaftsform des Kommunismus, also die klassenlose Gesellschaft, genauer aussehen solle, wurde von Marx nicht vorgeschrieben, sondern werde sich der Theorie von Marx folgend anhand konkreter gesellschaftlicher Entwicklungen und Widersprüche zeigen. Den entwickelten Kommunismus skizziert Marx mit gesellschaftlichem Reichtum und dem sozialistischen Leistungsprinzip: „Jeder nach seinen Fähigkeiten, jedem nach seinen Bedürfnissen!“. Der Kommunismus wird von Marx auch als Ende der Vorgeschichte der Menschheit bezeichnet, weil die Menschen erst in dieser Gesellschaftsform ihre Geschichte bewusst und selbstständig gestalten können, anstatt von den historischen Gesetzmäßigkeiten ihrer vorhergehenden Gesellschaftsformen bestimmt zu werden.
Der Begriff Kommunismus bezeichnete in den von seinen Anhängern ausgelösten und betriebenen antikapitalistischen Konflikten und Aktivitäten von Beginn an verschiedene Richtungen. Daher bezeichnet er auch heute noch mehrere Gesellschaftsentwürfe und deren Umsetzungsversuche.
- Urkommunismus: eine vermutete, in manchen Überlieferungen belegte Gütergemeinschaft früher Gesellschaften. Sie wurde im Judentum Bestandteil der Heilserwartung und dort wie später auch im Urchristentum als „Liebeskommunismus“ ansatzweise praktiziert.
- Frühsozialismus oder Frühkommunismus: Anläufe zur sozialen, nicht nur politisch-rechtlichen Gleichstellung aller Menschen in Bezug auf den Besitz (Gemeineigentum, Kollektiv). Diese begrenzten Versuche und Utopien wurden seit der Französischen Revolution von 1789 zum allgemeinpolitischen Ziel, abgeleitet aus der Gleichheitsidee.
- Marxismus: die weltweite Abschaffung des Privateigentums an Produktionsmitteln und dessen Überführung in Gemeinbesitz (Vergesellschaftung) durch die politische Herrschaft der Arbeiterklasse (Diktatur des Proletariats) als notwendige Bedingung für die klassenlose Gesellschaft. Diese revolutionäre Veränderung wird als vorhersehbares Ergebnis der sich zuspitzenden Klassengegensätze im Kapitalismus aufgefasst und vom „frühen“ oder „utopischen“ Sozialismus und Kommunismus abgegrenzt.
- Rätekommunismus: durch Selbstorganisation der Arbeiter in Räterepubliken angestrebte Umwälzung der kapitalistischen Gesellschaft. Rätekommunisten lehnten einen Führungs- und Avantgardeanspruch kommunistischer Parteien ab. Als Vorbild gilt die Pariser Kommune.
- Leninismus: die Durchsetzung einer erst sozialistischen, dann kommunistischen Produktionsweise über die „Diktatur des Proletariats“, verstanden als Alleinherrschaft einer revolutionären Kaderpartei, die die Staatsmacht erobert. Sie soll dann die klassenlose Gesellschaftsordnung schrittweise administrativ durchsetzen und die Rückkehr neuer kapitalistischer Klassenherrschaft („Konterrevolution“) verhindern.
- Stalinismus: die Verstetigung der zentralistischen Einparteiendiktatur und staatliche Zwangsindustrialisierung nach innen, internationaler Führungsanspruch der sowjetischen KPdSU nach außen, abgeleitet vom Marxismus-Leninismus als staatlicher Herrschaftsideologie.
- Trotzkismus: die Theorie der permanenten Revolution, nach der der Kommunismus im Gegensatz zu dem im Stalinismus propagierten Aufbau des Sozialismus in einem Land nur weltweit, also durch eine Weltrevolution durchgesetzt werden könne.
- Maoismus: eine kommunistische revolutionäre Bewegung und Weltanschauung, die den Marxismus-Leninismus mit der traditionellen chinesischen Philosophie des Konfuzianismus verbindet.
- Titoismus: das System in Jugoslawien zwischen 1948 und 1980, entwickelt von Josip Broz Tito, der den Kommunismus in Jugoslawien mit der Arbeiterselbstverwaltung und dem Nationalitätenausgleich sowie der Blockfreiheit realisieren wollte.
- Realsozialismus: das Selbstverständnis von Staaten unter Führung einer kommunistischen Partei, die sich im Übergang vom Sozialismus zum Kommunismus sehen: so die frühere Sowjetunion, die Volksrepublik China, Nordkorea, Kuba sowie die früheren Ostblockstaaten.
- Eurokommunismus und Reformkommunismus: die Programmatik europäischer Parteien und Gruppen, die sich von sowjetischer Führung absetzten und einen eigenständigen Kommunismus auf parlamentarischem Weg und Mischformen zwischen Privat- und Staatseigentum an Produktionsmitteln anstreben.

## Ur- und Frühkommunismus
Die Vorstellung des Gemeineigentums (im Gegensatz zu Privateigentum) setzt die prinzipielle Gleichstellung aller Menschen in Bezug auf die Arbeit und den Erwerb ihrer Lebensmittel voraus. Bei diesem Konzept spricht man von einer egalitären Gesellschaft. Diese Idee ist uralt und findet ihren Niederschlag in den Mythen sehr vieler ethnischer Religionen, aber auch in monotheistischen Religionen.
Nach Karl Marx und Friedrich Engels waren die ersten Gesellschaften in der Menschheitsgeschichte urkommunistisch organisiert. Diese sicherten ihr Überleben unter nur geringfügiger Arbeitsteilung mit primitiven Mitteln (vgl. Jäger und Sammler#Soziale Organisation) gemeinschaftlich. Erst durch die Entwicklung der gesellschaftlichen Produktivkräfte mittels vermehrter Arbeitsteilung, technischer Innovationen und anderer Entwicklungen im Zuge der neolithischen Revolution entstanden mehr Arbeitsprodukte, als für den Erhalt der Gesellschaft vonnöten waren. Daraus entwickelte sich eine dauerhafte Ausbeutung fremder Arbeitskraft und damit eine Aneignung fremder Arbeitsprodukte, da die Arbeitskraft nun mehr produzieren konnte, als sie selbst konsumierte. So entstand das Privateigentum. Mit der hierarchischen Arbeitsteilung bildete sich Ausbeutung, und mit ihr die ersten Klassengesellschaften und Staaten aus. (Der Ursprung der Familie, des Privateigentums und des Staats, 1884, MEW, Bd. 21). Die Aufhebung des auf Ausbeutung fremder Arbeitskraft basierenden Privateigentums führt zur Wiederherstellung des kommunistischen Gemeineigentums und zur klassenlosen, staatenlosen Gesellschaft auf höherer Ebene, die erst durch die hoch industrialisierte, arbeitsteilige kapitalistische Produktionsweise ermöglicht wurde.
Die beherrschende Produktionsweise der europäisch-vorderasiatischen Antike war die Sklavenhaltergesellschaft, die meist religiös begründet wurde. Ausnahme waren im Vorderen Orient nur die frühen, als loser Zwölfstämmebund organisierten Israeliten. Deren Tora verlangt die regelmäßige Umverteilung des Bodenbesitzes zugunsten der Besitzlosen als Konsequenz des Glaubens an JHWH, den Sklavenbefreier (Lev 25). An dieses Recht erinnerten sozialkritische Propheten Israels bis hin zu Jesus von Nazaret (Lk 4,16 ff.), worauf in Anknüpfung an jüdische Armenfürsorge die Gütergemeinschaft der Jerusalemer Urgemeinde praktiziert wurde.
Diese Lebensweise wurde bereits in der zweiten Christengeneration, der durch die Mission auch sozial bessergestellte Bevölkerungsschichten angehörten, zu einem vergangenen Ideal stilisiert und seit der konstantinischen Wende von den Großkirchen verdrängt. Während sich deren Vertreter eng an politische Herrschaftssysteme anlehnten und durch Amtsprivilegien mit diesen verflochten waren, knüpften verschiedene Minderheiten im Lauf der Christentumsgeschichte Europas an biblische Traditionen an, die soziale Gerechtigkeit fordern. Reformanläufe von Kirche und Gesellschaft scheiterten jedoch regelmäßig an den Machtverhältnissen. Gesellschaftsveränderung zugunsten unterprivilegierter Schichten war im von der römisch-katholischen Kirche dominierten Mittelalter nur möglich, wenn ökonomische und politische Bedingungen jene, die sich gegen die Kirche auf die Bibel beriefen, schützen konnten.
Dieses war frühestens seit der Reformation der Fall. Luthers Haltung zu den Bauernaufständen ermutigte jedoch die Fürsten aller Konfessionen, diese blutig niederzuschlagen. Damit waren Feudalismus und Monarchie die nächsten 300 Jahre lang gesichert.
(ausführlich siehe Religiöser Sozialismus)

## Konsumtions-Kommunismus
Der von Marx geprägte (in der Sache aber abgelehnte) Begriff des Kommunismus der Konsumtion bezeichnet eine Gesellschaftsordnung oder Wirtschaftsweise, in der alle Beteiligten den gleichen Anteil an den erzeugten Gütern bekommen. Dabei geht es nicht darum, wer die Waren produziert hat oder wem die Produktionsmittel gehören, sondern nur um ihre gerechte Verteilung. Ein Beispiel dafür war die Verteilungspraxis der Beute im Heer des römischen Sklavenführers Spartacus.

## Utopischer Sozialismus

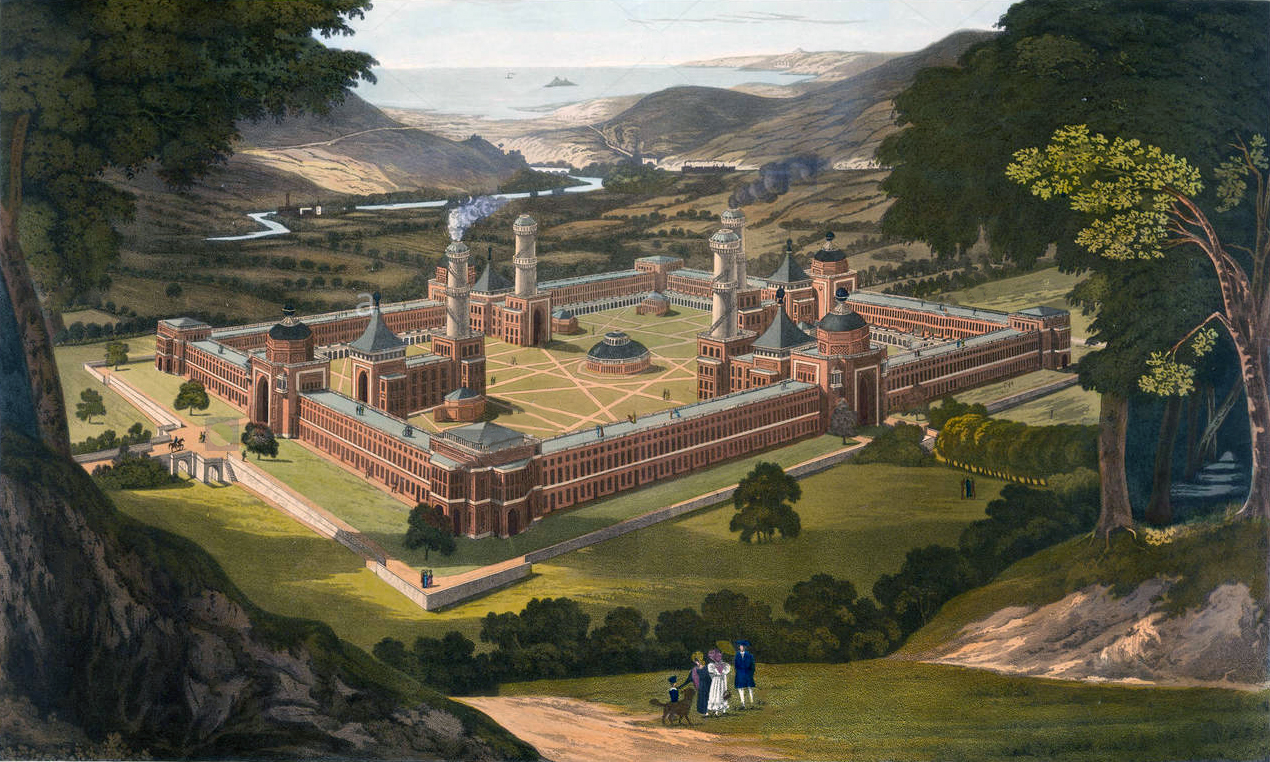
Nicht realisierte, utopische Vision der Kolonie New Harmony, Zeichnung von F. Bate, gedruckt 1838

Der Humanismus des 16. Jahrhunderts hatte – parallel zu den durch wirtschaftliches Elend hervorgerufenen Bauernaufständen – Ideen einer gerechten, von allen Bürgern gleichermaßen getragenen Gesellschaftsordnung entwickelt, die ihrerseits auf die antike Polis und ihre Demokratie-Vorstellungen zurückgriffen.
Folgenreich war besonders der lateinische Bildungsroman „Utopia“ des englischen Staatsrechtlers Thomas Morus von 1516. Ohne den Begriff zu kennen, stellte Morus hier eine Art Kommunismus als Gegenbild zur europäischen Feudalherrschaft dar:
Alle arbeiten und besitzen alles gemeinsam, auch und gerade Grund und Boden (die damaligen Produktionsmittel); zugleich darf jeder dem Glauben anhängen, der ihm gemäß ist.
Im 17. und 18. Jahrhundert machten Naturwissenschaften und Fertigungstechniken rasante Fortschritte. Sie erlaubten im Manufaktur- und Verlagswesen bereits eine Massenherstellung von Produkten, noch ohne maschinelle Produktionsmittel. Dies veränderte die Lebensbedingungen und Interessenlagen für große Bevölkerungsteile enorm.
Im Zuge der Aufklärung entstanden mit der Idee der Menschenrechte Vorstellungen eines gleichberechtigten und herrschaftsfreien Zusammenlebens. In zahlreichen – stets von der Obrigkeit bedrohten – Geheimbünden und Vereinen suchten mittellose Handwerker, Bauern und Intellektuelle ein Forum und Anhänger für ihre Ideen. Sie waren kaum an der wissenschaftlichen Erhebung empirischer Daten interessiert, entwickelten ihre Vorstellungen aber aus der widersprüchlichen Erfahrung enttäuschter Demokratiehoffnungen und relativer Rechtsfortschritte. Doch erst mit der Emanzipation des Bürgertums bekamen diese Ideen eine politische Stoßkraft.
Seit Karl Marx wurden diese frühsozialistischen Gleichheits- und Demokratisierungsbestrebungen, die sich auch auf die Ökonomie erstreckten, als utopischer Sozialismus zusammengefasst. In ihrer Zielvorstellung waren sie mit dem Kommunismus grob gesehen weitgehend einig. Anstatt soziale Zustände zu erfinden, leiteten Marx und Engels aber ihre Ideen anhand ihrer systematischen Analysen der menschlichen Geschichte und der ökonomischen Verhältnisse ab. So haben beim „utopischen Sozialismus“ der historisch hergeleitete konsequente Klassenantagonismus und die Frage nach den Bedingungen einer erfolgreichen Revolution keine Rolle gespielt.

## Marxismus

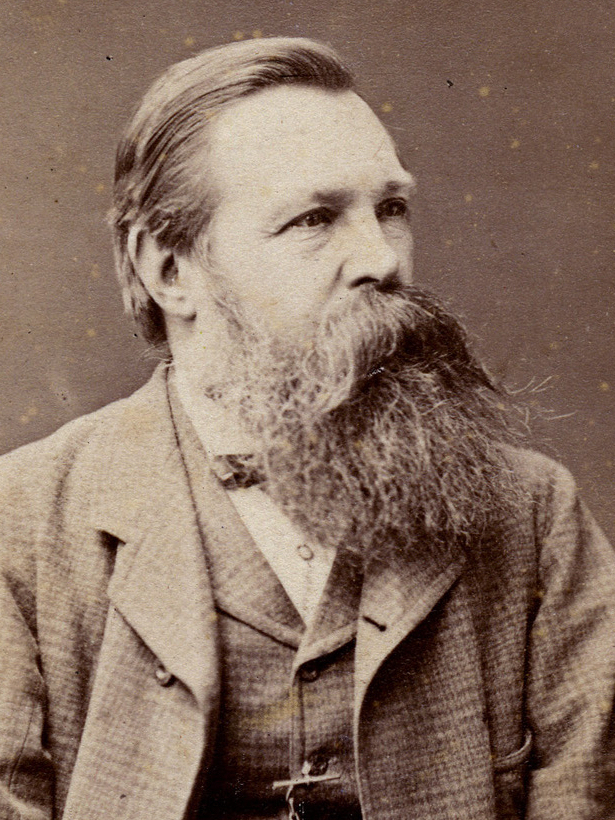
Friedrich Engels (1820–1895)

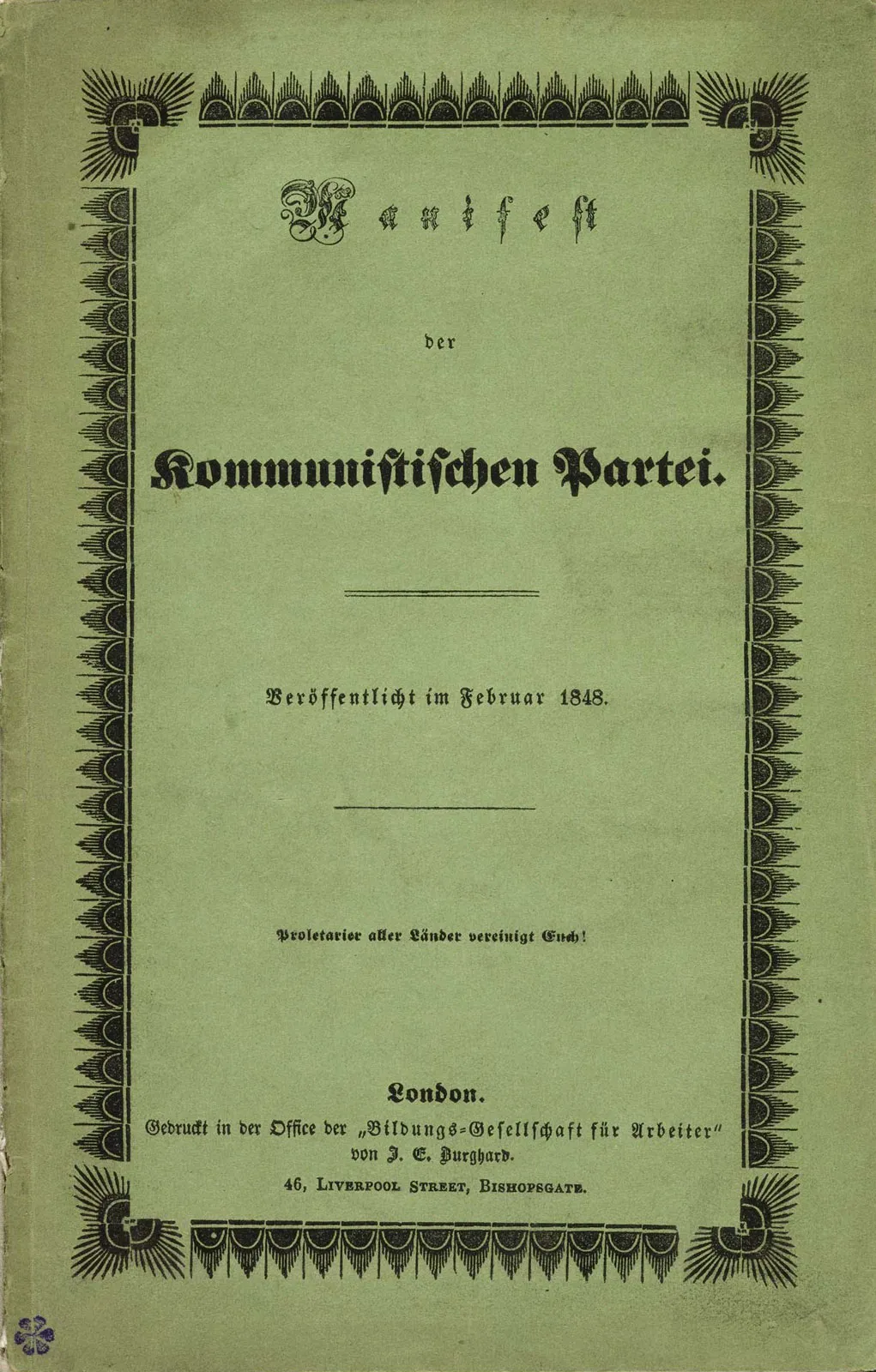
Das Manifest der Kommunistischen Partei

### Das Manifest der Kommunistischen Partei
Das Manifest der Kommunistischen Partei von 1848, auch Das Kommunistische Manifest genannt, ist eine Art Gründungsurkunde des modernen Kommunismus, der sich als Gegensatz und Überwindung des Kapitalismus versteht. Es wurde von Karl Marx und Friedrich Engels in London als Programm für den Bund der Kommunisten verfasst.
Dieser ging aus dem frühkommunistischen Bund der Gerechten hervor, den der christliche Schneider und erste deutsche Theoretiker des Kommunismus, Wilhelm Weitling, gegründet und bis zu seiner Ablösung durch Marx 1847 geführt hatte. Er bestand aus einer Gruppe nach Frankreich emigrierter deutscher Gesellen, Handwerker und linksliberaler Bürger. Weitling grenzte sich bereits seinerseits von den Frühsozialisten (u. a. Pierre-Joseph Proudhon, Henri de Saint-Simon, Charles Fourier) ab und propagierte eine nicht nur politische, sondern auch soziale Revolution des Proletariats gegenüber dem Bürgertum. Er strebte die Aufhebung des Geldes als Tauschmittel und den direkten, planvoll und gemeinschaftlich verwalteten Warentausch an.
Mit dem Manifest vollzogen Marx und Engels die theoretische Abgrenzung vom utopischen Sozialismus Weitlings und seiner Vorläufer sowie von anderen Frühsozialisten, an denen sie scharfe Kritik übten. Sie propagierten den internationalen Klassenkampf der lohnabhängigen Arbeiterklasse gegen die Bourgeoisie und beschrieben auch die Stellung der Kommunisten innerhalb der Gesamtbewegung als deren entschiedensten Teil, der eine theoretische Einsicht in die Bedingungen, den Gang und die allgemeinen Resultate des Klassenkampfs der übrigen Masse des Proletariats voraushabe. Eine gesonderte Partei sollten die Kommunisten jedoch ausdrücklich nicht bilden. Zum nächsten Zweck der Kommunisten wie aller übrigen proletarischen Parteien erklärte das Manifest: „Bildung des Proletariats zur Klasse, Sturz der Bourgeoisherrschaft, Eroberung der politischen Macht durch das Proletariat“. Es weist ihnen damit einerseits eine politische Führungsrolle, andererseits die Unterordnung unter das proletarische Gesamtinteresse zu: nämlich eine Gesellschaftsform zu finden, in der „jeder nach seinen Fähigkeiten“ tätig sein und „jedem nach seinen Bedürfnissen“ der produzierte Reichtum offenstehen solle (Marx: Kritik des Gothaer Programms).
Als Grundlage der Revolution und der von Marx selbst so genannten globalen Theorie galt der Klassenkampf, der als unvermeidbarer Ausdruck der sozialen Verhältnisse gesehen wird. Im letzten Abschnitt des Manifests heißt es:

„Die Kommunisten verschmähen es, ihre Ansichten und Absichten zu verheimlichen. Sie erklären es offen, daß ihre Zwecke nur erreicht werden können durch den gewaltsamen Umsturz aller bisherigen Gesellschaftsordnungen. Mögen die herrschenden Klassen vor einer kommunistischen Revolution zittern. Die Proletarier haben nichts in ihr zu verlieren als ihre Ketten. Sie haben eine Welt zu gewinnen. Proletarier aller Länder – vereinigt euch!“

Von England aus wurde diese Schrift in ganz Europa und darüber hinaus verbreitet, hatte jedoch noch keinen nennenswerten Einfluss auf den Verlauf der Revolutionen 1848/1849. Erst danach begannen die Arbeiter, sich nach und nach in eigenen Vereinen, den Vorläufern der Gewerkschaften, zu organisieren.

### Das Kapital

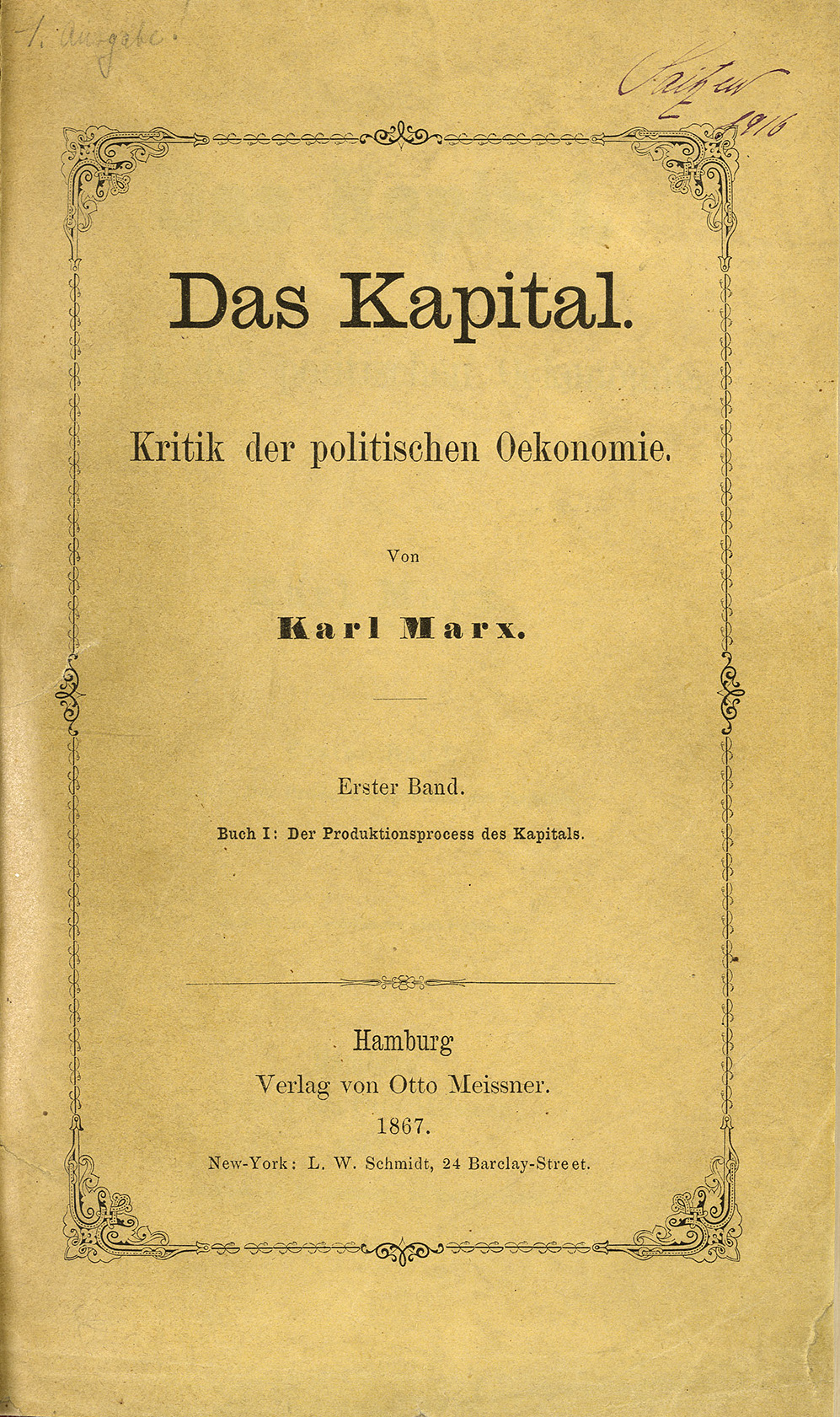
Das Kapital von Karl Marx

Mit seinem Hauptwerk Das Kapital formulierte Marx eine umfassende Kritik der politischen Ökonomie (Untertitel). Er analysierte hier die Gesetzmäßigkeiten des Kapitalismus, die auf der grundlegenden Spaltung der Gesellschaft in Kapitaleigner (Kapitalisten) und Lohnarbeiter beruhe.
Kapital entstehe, wenn die Zirkulation von Ware, die gegen Geld mit anderer Ware getauscht wird, sich verselbstständige zu einem Einsatz von Geld zur Warenproduktion, um mit deren Verkauf wiederum mehr Geld (Mehrwert) zu erzielen. Lebendige Arbeit, die eigentlich menschliche Selbstverwirklichung sein und gesellschaftlich nützliche Produkte herstellen solle, werde dann zur Ware, die es möglichst billig einzukaufen und auszubeuten gelte. Die Arbeiter erhielten also immer weniger Lohn, als der Kapitalist (im Durchschnitt) durch den Verkauf der Ware gewinnen könne (Profit). Dieses „Wertgesetz“ sei der Kern des Klassengegensatzes von Kapital, das die Bourgeoisie einsetze, und Arbeit, die das Proletariat leiste.
Klassenherrschaft ist demnach für Marx keine zufällige, sondern eine gesetzmäßige Folge von Ausbeutung. Diese sei aber kein böser Wille der Kapitalisten, sondern ein Zwang: Um auf dem vom Kapital beherrschten Markt konkurrieren zu können, müssten sie lebendige Arbeit, die den Mehrwert produziert, ausbeuten. Die Konkurrenz führe zu immer größerer Kapitalkonzentration (Monopol- und Kartellbildung) und damit zwangsläufig zu Absatzkrisen und Kriegen. Sie zwinge die Kapitaleigner dazu, die Arbeitskosten so gering wie möglich zu halten und den größtmöglichen Profit anzustreben, um diesen in technologische Neuerungen investieren zu können. Dies wiederum führe zu einer immer stärkeren Bewusstwerdung der Notwendigkeit eines Umsturzes. Die sozialistische Revolution ist also nach Marx in den kapitalistischen Verhältnissen selbst angelegt. Damit erscheint die bürgerliche Gesellschaftsform nicht als moralisch zu verurteilende, sondern als nüchtern zu durchschauende Klassenherrschaftsform. Deren Analyse will die realen Ansatzpunkte zur Umwälzung der Macht- und Besitzverhältnisse erkennbar machen.
Das Kapital besteht aus drei Bänden. 1867 erschien der erste Band: Der Produktionsprozeß des Kapitals von Karl Marx. Friedrich Engels stellte nach Marx’ Tod 1883 aus dessen Manuskripten zwei weitere Bände zusammen und veröffentlichte diese als Band II: Der Zirkulationsprozeß des Kapitals 1885 und Band III: Der Gesamtprozeß der kapitalistischen Produktion 1895.
Dieses Werk bildet das Herzstück der Gesellschaftstheorie, die Marx und Engels wissenschaftlicher Sozialismus nannten und heute als „Marxismus“ bezeichnet wird. Sie beansprucht, im Gegensatz zu allen idealistischen und utopischen Vorstellungen streng empirisch vorzugehen, also durch reale Entwicklungen falsifizierbar und korrigierbar zu sein. Wie andere damalige Wissenschaften – z. B. Charles Darwins Evolutionstheorie – stellt sie ein materialistisches Weltbild gegen jede Art von Idealismus.

## Kommunismus in der Soziologie
In der frühen Soziologie bezeichnete Ferdinand Tönnies in „Gemeinschaft und Gesellschaft“ (1887) im Untertitel den Kommunismus als „empirische Kulturform“. Dieser ist nach seiner Theorie aber nur in überschaubaren Gemeinschaften möglich; hingegen geht es in größeren gesellschaftlichen Zusammenhängen immer nur um den „Sozialismus“. Da bei ihm zwar eine Gesellschaft aus Gemeinschaften hervorgehen kann, er den umgekehrten Prozess aber für unmöglich hält, kann bei ihm aus Sozialismus auch nie Kommunismus werden. Auch Max Weber sieht Kommunismus als Vergemeinschaftung, wenn er zum Beispiel auf den Familienkommunismus und den Mönchskommunismus hinweist.

## Gleichberechtigung der Frauen

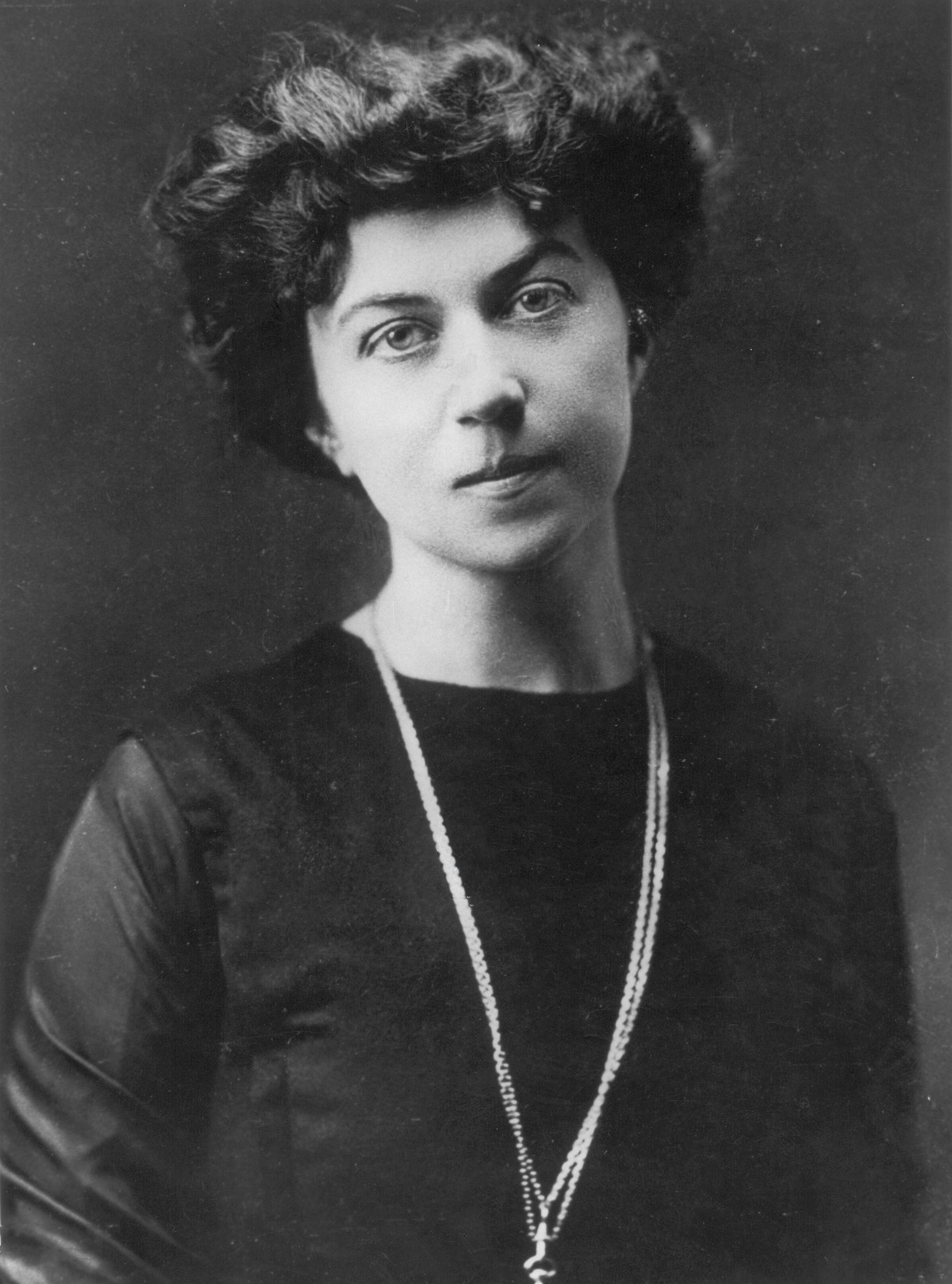
Alexandra Kollontai zählt zu den bedeutendsten kommunistischen Frauenrechtlerinnen

Keine der frühkommunistischen und sozialistischen Vorstellungen ging von der Gleichheit der Geschlechter aus. Von Robert Owen bis zu den Räterepubliken infolge des Ersten Weltkriegs setzten sie die Familie als gemeinschaftliche Basis voraus. Betriebe und Militäreinheiten sollten ihre Vertreter in höhere Gremien entsenden: Diese bestanden fast nur aus Männern. Erst später wurde auch die Familie an sich kritisiert.
Die besondere Unterdrückung der Frau war, anknüpfend an Charles Fouriers Satz Der Stand der Frau kennzeichnet den Stand der Gesellschaft, auch ein Thema von Marx und Engels gewesen. Sie glaubten, mit Abschaffung des Kapitalismus und dem Ende der Klassengesellschaft würde auch die Unterdrückung der Frau enden, so wie die Ausbeutung des Menschen durch den Menschen überhaupt. Bereits im Kommunistischen Manifest bekannten sie sich zur Aufhebung der Familie durch freies Lieben, Aufhebung der „Stellung der Weiber als bloße Produktionsinstrumente“ sowie der „Ausbeutung der Kinder durch ihre Eltern“ und zur gesellschaftlichen Erziehung der Kinder.
In den realsozialistischen Staaten waren die Geschlechter zwar gesellschaftlich meist gleichgestellt, indem Frauen in der Produktion gleiche Rechte, Löhne und Aufstiegschancen erhielten. Insbesondere die Frauen- und Familienpolitik der DDR förderte die Vereinbarkeit von Familie und Beruf. Im Alltag und in den Privathaushalten waren Frauen jedoch teilweise weiter bestehenden patriarchalen Strukturen unterworfen.

## Marxismus im Vergleich mit dem Anarchismus

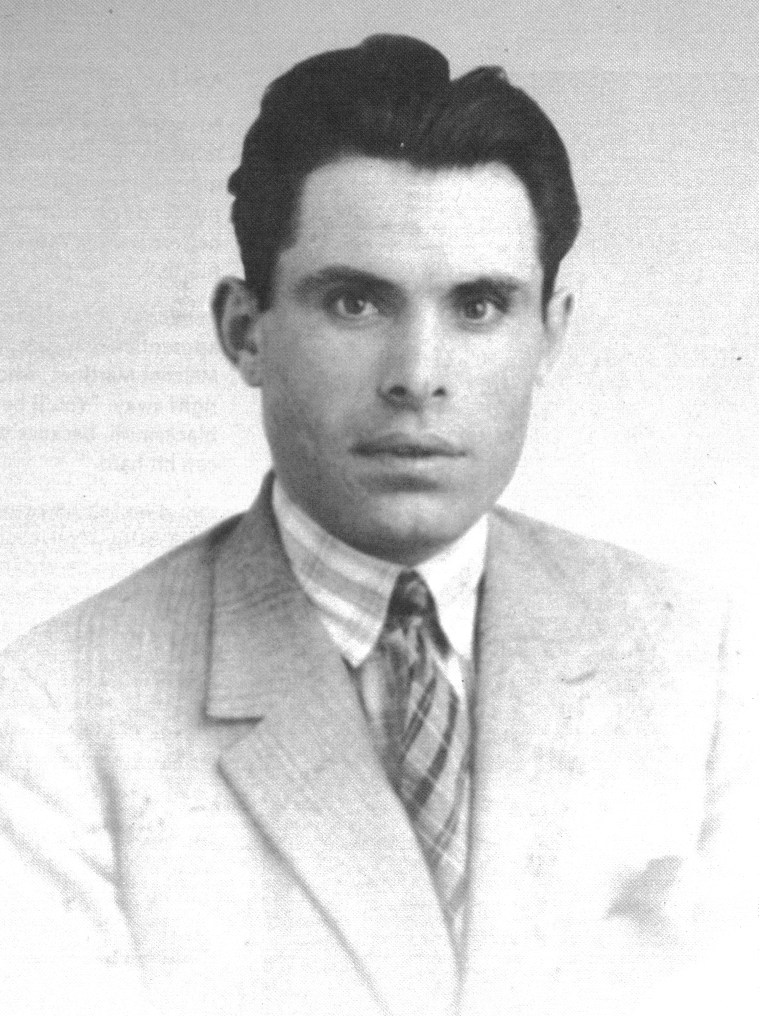
Buenaventura Durruti, bedeutendste Persönlichkeit des spanischen Anarchismus

Aus den Ideen der Aufklärung und verschiedenen frühsozialistischen Ansätzen heraus entwickelten sich die Vorstellungen des modernen Anarchismus etwa zeitgleich mit den kommunistischen Ideen von Weitling und Marx und in gegenseitiger Abgrenzung zu diesen. Die politischen Gegensätze zwischen Marxisten und Anarchisten führten zu historisch konfliktträchtigen Auseinandersetzungen.
Pierre-Joseph Proudhon war ein früher Vordenker des Syndikalismus und gilt als Begründer der anarchistischen Richtungen Föderalismus und Mutualismus. Er kam 1840 in seiner Schrift Qu’est-ce que la propriété ? („Was ist das Eigentum?“) zu dem Schluss: „Eigentum ist Diebstahl!“ Damit stellte er das Privateigentum ins Zentrum seiner Kritik an den herrschenden politischen und sozialen Verhältnissen im Kapitalismus. Dieses sei ebenso wie der bürgerliche Staat, der es schützen soll, direkt und unmittelbar zu bekämpfen und durch selbst organisierte Formen des Gemeineigentums zu ersetzen.
In einem Briefwechsel setzte sich Proudhon mit Marx auseinander. Dabei stellte sich heraus, dass beide die Fragen der Macht, der Freiheit des Individuums, der Rolle des Kollektivs als revolutionärem Subjekt sehr verschieden bewerteten. Proudhon argumentierte stärker mit philosophisch-ethischen Prinzipien, während Marx diese als bloß moralische Ideale kritisierte und eine wissenschaftliche Analyse der Widersprüche zwischen Kapital und Arbeit vermisste. Für ihn war nicht jedes Privateigentum an sich, sondern das Privateigentum an den Produktionsmitteln das Grundübel.
Proudhons Anhänger Michail Bakunin (kollektivistischer Anarchismus) und später Pjotr Alexejewitsch Kropotkin (kommunistischer Anarchismus) verbanden seine Theorien mit der Agitation für eine soziale Revolution, die zur radikalen Umwälzung der Besitzverhältnisse notwendig sei. In diesem Punkt stimmten sie mit Marx und Engels überein. Bakunin lehnte die führende Rolle einer revolutionären Kaderpartei jedoch ebenso ab wie staatliche Hierarchien und verwarf damit Marx’ Forderung nach der Gründung kommunistischer Parteien als revolutionärer Elite in den einzelnen Staaten ebenso wie die These von der „Diktatur des Proletariats“, die zur klassenlosen Gesellschaft führen solle. Er glaubte nicht daran, dass die Arbeiter zuerst die politische Staatsmacht erringen müssten, damit der Sozialismus aufgebaut und der Staat absterben könne, sondern wollte diesen direkt abschaffen. Diese Konzeption nannte er „antiautoritären Sozialismus“.
Von 1864 bis 1872 bildeten Anarchisten, Marxisten und andere Gruppen, die sich zur Arbeiterbewegung zählten, die Internationale Arbeiterassoziation (IAA). Nachdem der ideologische Konflikt zwischen Bakunins und Marx’ Anhängern eskalierte, wurde Bakunin 1872 auf Betreiben von Marx hin aus der IAA ausgeschlossen. Daran zerbrach diese Erste Internationale. 1876 wurde sie offiziell aufgelöst. Damit war die internationale Arbeiterbewegung erstmals gespalten. Seitdem grenzen sich – Rudolf Rocker zufolge – Anarchisten in folgenden Punkten grundsätzlich vom Marxismus ab:
- Ablehnung der von Hegel geprägten marxistischen „Schicksalstheorien“. In der Geschichte gebe es überhaupt keine Zwangsläufigkeiten (‘historischen Notwendigkeiten’, ‘Zwangsläufigkeit des historischen Geschehens’), „sondern nur Zustände, die man duldet und die in Nichts versinken, sobald die Menschen ihre Ursachen durchschauen und sich dagegen auflehnen“ (Rocker).
- Ablehnung des „historischen Materialismus“. Aus den wirtschaftlichen Verhältnissen könne nicht alles „politische und soziale Geschehen“ erklärt werden.
- Der Anarchismus begreift die Menschen als handelnde Individuen, lehnt die Betrachtung von Menschen als Masse ab.
- Grundsätzliche Ablehnung eines Staates. Die Produktionsmittel von der Privatwirtschaft in die Hände eines Staates zu übergeben, „führt lediglich zu einer Diktatur durch den Staat“ (Rocker).
- Ablehnung von Gesetzen und Gesetzgebern. Entscheidungen werden dezentral, kollektiv und im Konsens getroffen. „Nur das freie Übereinkommen, ‚könnte‘ das einzige moralische Band aller gesellschaftlichen Beziehungen der Menschen untereinander sein.“ (Rocker)
- Ablehnung einer Übergangsphase (Arbeiterstaat) vom Kapitalismus zur klassenlosen Gesellschaft. Der „Wille zur Macht“ müsse in einer freien Gesellschaft grundsätzlich bekämpft werden.
- Radikale Ablehnung aller kapitalistisch geprägten Begriffe:

„Sämtliche Wertbegriffe, wie wir sie heute kennen, sind samt und sonders kapitalistische Begriffe. Luft, Sonnenlicht, Regen, Erdfeuchtigkeit, Humus, kurz, viele der wichtigsten Produktionsfaktoren sind, weil sie nicht monopolisiert werden konnten, heute kapitalistisch wertlos. […] Mit dem Aufhören des Eigentumsbegriffes an Produktionsmitteln hört auch jeder Wertbegriff für den einzelnen auf.“

Der kommunistische Anarchismus geht auf die Theorien des russischen Anarchisten Pjotr Alexejewitsch Kropotkin zurück. Er vertrat die Theorie, dass sich Kommunismus und Anarchismus nicht, wie von Marx und Lenin postuliert, widersprechen, sondern nur gemeinsam funktionieren würden. Zentrale Forderung ist der vollständige Bruch mit dem Kapitalismus und die sofortige Abschaffung des Staates als soziale Institution; dieser wird dann durch kollektivistische Netzwerke, in der Form von Arbeiterräten und gemeinschaftlichen Kommunen, ersetzt. Die Entlohnung der Werktätigen erfolgt nicht mit Geld, sondern über gemeinsame Ressourcen, da das Geld selbst als Zahlungsmittel verschwinden soll. Eine Führung der Arbeiterklasse durch sozialistisch-kommunistische Parteien wird ebenso abgelehnt wie das marxistische Konzept der Diktatur des Proletariats. Zu unterscheiden ist der kommunistische Anarchismus von Michail Bakunins „kollektivistischem Anarchismus“.
Kommunistische Anarchisten und Anarchosyndikalisten nennen das Konzept einer Arbeiterselbstverwaltung ohne Führung einer Partei „libertären Kommunismus“. Bekannter Vertreter neben Kropotkin ist Gustav Landauer.

## Kommunismus versus Reformismus
Um die Jahrhundertwende bezog sich die europäische Sozialdemokratie theoretisch meist auf Marx und das Kommunistische Manifest. Sozialistische Parteien teilten trotz vorhandener interner Konflikte das Ziel einer kommunistischen Gesellschaftsordnung, die sie begrifflich allenfalls graduell vom Sozialismus unterschieden. Ende der 1890er-Jahre verloren die Begriffe jedoch ihre Eindeutigkeit, da sich nun ein Gegensatz zwischen den eher gewerkschaftlich orientierten „Reformisten“ und den revolutionären Marxisten entwickelte. Sowohl 1899 in der deutschen wie 1903 in der russischen Arbeiterbewegung gab es einen Machtkampf beider Richtungen.
In der SPD löste der Mitautor des Erfurter Programms von 1890, Eduard Bernstein, die Revisionismusdebatte aus. Er forderte Verzicht auf das Ziel der proletarischen Revolution, da der Kapitalismus sich flexibel zu modernisieren und der Arbeiterschaft auch auf parlamentarischem Weg Teilhabe am gesellschaftlichen Wohlstand zu erlauben schien. Obwohl die Parteimehrheit dies ablehnte, setzte sich der Reformismus bis zum Ersten Weltkrieg in der SPD durch.
Der Hauptgrund war die materielle und rechtliche Besserstellung der Arbeiter, die Verwischung der Klassengrenzen durch Bildung und die steigende Bedeutung der geistigen Arbeit. Im Zuge des erfolgreichen Kampfes um bessere Lebensbedingungen geriet das Ziel der Umwälzung der Produktionsverhältnisse aus dem Blick. Die politische Machteroberung schien vielen auf dem legalen Wege ebenfalls erreichbar. Das Heraufziehen des Ersten Weltkriegs verstärkte auch bei anderen sozialistischen Parteien nationalstaatliche Prioritäten und untergrub den proletarischen Internationalismus, den Marx postuliert hatte. Dies war eine wesentliche Voraussetzung für die Zustimmung der SPD-Reichstagsfraktion zu den Kriegskrediten.
Daran zerbrach die Zweite Internationale. Darauf spalteten sich revolutionäre Gruppen von den meisten sozialistischen und sozialdemokratischen Parteien ab und gründeten neue, nun ausdrücklich kommunistische Parteien.

## Sowjetkommunismus

### Leninismus

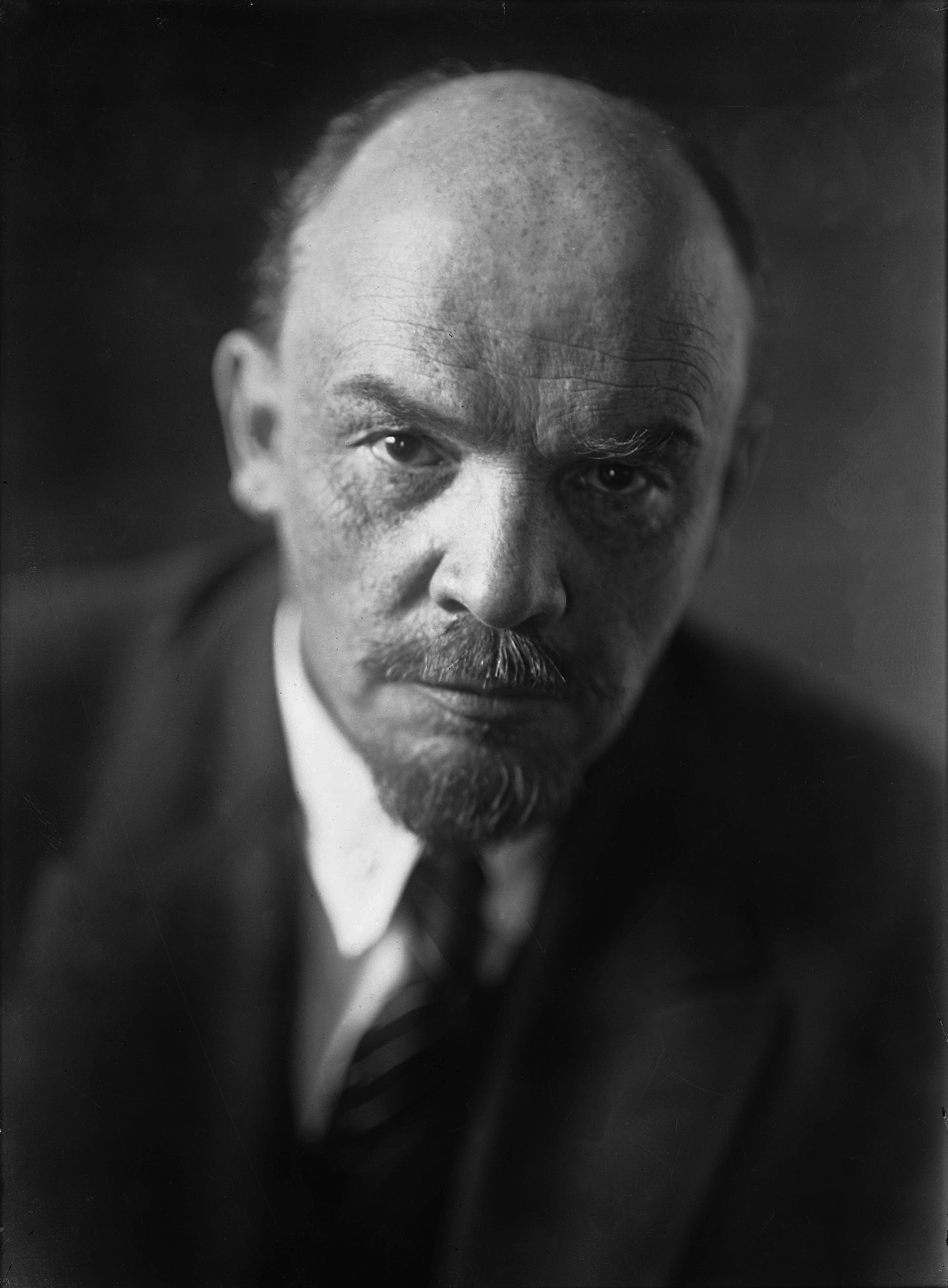
Wladimir Iljitsch Lenin (1870–1924)

Lenin unterschied anknüpfend an Marx zwischen einer niederen und höheren Phase der kommunistischen Gesellschaft, wobei die erste als Sozialismus (Diktatur des Proletariats), die zweite als Kommunismus (klassenlose Gesellschaft) bezeichnet wurde. Der sozialistischen Phase wird die Vergesellschaftung der Produktionsmittel und Entlohnung nach Leistung zugeordnet, der kommunistischen das Bedürfnisprinzip.
Nach der erfolgreichen Oktoberrevolution von 1917 setzten die Bolschewiki die Maßstäbe für die folgende Entwicklung in Russland und etablierten mit der Kommunistischen Partei Russlands (später KPdSU) eine neue Staats- und Gesellschaftsführung. Erstmals gab es nun ein Regime, das den Kommunismus aufbauen und realisieren wollte. An der Spitze dieses sogenannten Arbeiter-und-Bauern-Staats stand Lenin als unumstrittene Führungsautorität. Im folgenden Bürgerkrieg dehnten sie ihre Herrschaft auch auf benachbarte Länder aus. 1922 gründete sich daraus die Union der Sozialistischen Sowjetrepubliken (UdSSR) – oder kurz: Sowjetunion (SU).
Das sozialistische Rätesystem war die soziale Basis für den Aufstieg der Bolschewiki und ihren Revolutionserfolg 1917 gewesen. Doch im Verlauf des Bürgerkriegs kam es zu Hungersnöten und Aufständen. Nach dem Kronstädter Matrosenaufstand 1921 entmachteten die Bolschewiki die Sowjets, um die Sowjetunion und damit ihre Herrschaft zu stabilisieren. Darin sahen marxistische und kritische Gesellschaftsanalytiker wie Karl August Wittfogel, Rudolf Bahro und Rudi Dutschke später eine Hauptursache für das Scheitern der Sowjetunion.
1922 leitete Lenin die Neue Ökonomische Politik ein, um unter staatlicher Aufsicht Eigeninitiative und Gewinnstreben der Bauern anzuregen und so ihre Erträge zu steigern. Damit wollte er für eine Übergangszeit Selbstversorgung und Entfaltung von Marktstrukturen zulassen, um die Landwirtschaft später erneut zu verstaatlichen.
Die Bolschewiki hatten die „Diktatur des Proletariats“ in einem Land errichtet, das keine entwickelte kapitalistische Industrie und nur 10 Prozent Industriearbeiter hatte, im Vertrauen auf den künftigen Sieg der deutschen Revolutionäre. Noch bis 1923 bestanden Pläne zu einer Fortsetzung der Novemberrevolution als Anstoß zur Weltrevolution. (Siehe dazu auch Deutscher Oktober.) Doch mit dem Scheitern des Ruhraufstands und des Hamburger Aufstands zerbrachen die letzten Anläufe in Deutschland zu einer sozialistischen Gesellschaftsordnung, so dass die Sowjetunion isoliert blieb. Kurz vor seinem Tod 1924 warnte Lenin testamentarisch vor Stalins Despotie.
Bereits seit der Gründung der Dritten Internationale 1919 war die Spaltung zwischen deutschen Sozialdemokraten und Kommunisten unüberwindbar. Seitdem wurde Kommunismus im Westen allgemein fast immer mit Diktatur, Demokratie vor allem mit Kapitalismus gleichgesetzt, obwohl auch Kommunisten und Sozialisten die Verwirklichung von Demokratie und die Versöhnung individueller Freiheit mit sozialer Gerechtigkeit beanspruchen.

### Marxismus-Leninismus und Stalinismus

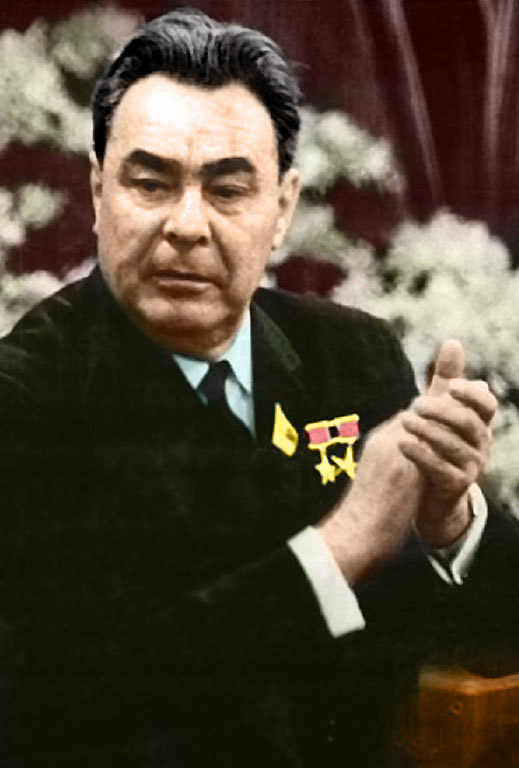
Leonid Breschnew

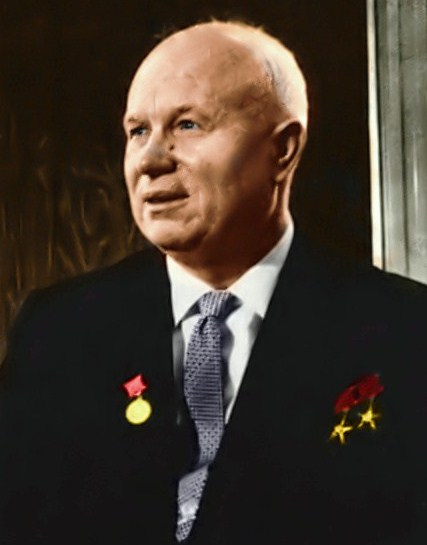
Nikita Chruschtschow

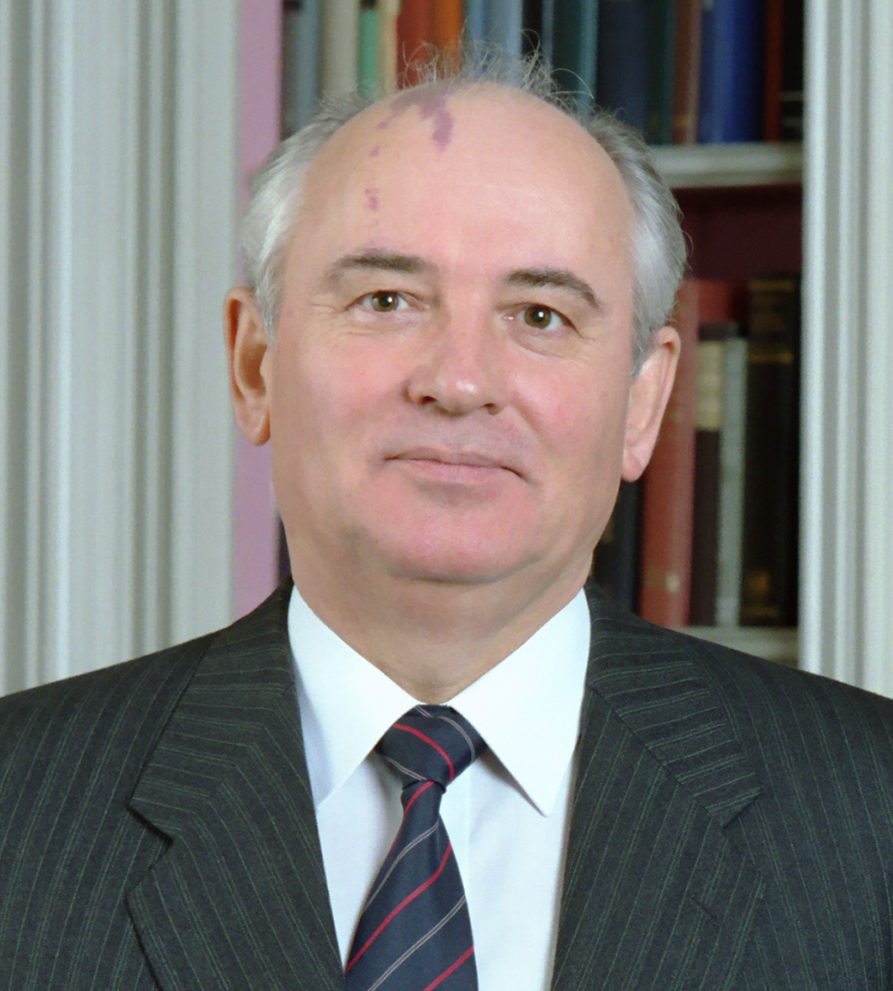
Michail Gorbatschow

Josef Stalin baute die Alleinherrschaft der Partei ab 1924 zur unumschränkten Macht ohne gesellschaftliches Korrektiv aus. Er entmachtete im internen Machtkampf in der KPdSU bis 1927 die „Linke Opposition“ um Leo Trotzki und Lew Borissowitsch Kamenew und erreichte damit die Alleinherrschaft. Dazu bediente er sich des Terrors der Tscheka, wie ihn schon Lenin im Bürgerkrieg ausgeübt hatte. Mit Zwangsumsiedlungen, Zwangsarbeitslagern (Gulags), stalinistischen Säuberungen und der Errichtung eines Personenkults festigte er dann seine Diktatur. Die zwangsweise Kollektivierung der Landwirtschaft diente einem doppelten Zweck. Einerseits gelangte der Staat durch die Kollektivierung in den Besitz der Ernteerträge des Landes, die unter Inkaufnahme schrecklicher Hungersnöte zu einem guten Teil in den Export flossen und damit die Industrialisierung der Sowjetunion finanzierten. Anderseits bot die Zwangskollektivierung die Möglichkeit, die Opfer der Kollektivierung als billige Zwangsarbeiter beim Aufbau der Industrie einzusetzen. 1928 wurde die Zentralverwaltungswirtschaft eingeführt und der erste Fünfjahresplan erarbeitet.
Ebenso wie in der Sowjetunion etablierte Stalin in der 3. Internationale den Marxismus-Leninismus als neue Herrschaftsdoktrin und sorgte für die scharfe Abgrenzung gegen alle Kräfte, die die Führungsrolle der Sowjetunion und den „Sozialismus in einem Land“ ablehnten: vor allem den „Trotzkisten“ auf der einen, den „Sozialfaschisten“ (Sozialdemokraten) auf der anderen Seite.
Die Auseinandersetzungen zwischen reformistischen Sozialdemokraten und stalinistischen Kommunisten in der Weimarer Republik begünstigten Aufstieg und Machtübernahme der Nationalsozialisten. Damit wurde auch der Begriff des Sozialismus, der im 19. Jahrhundert weithin mit Demokratie gleichgesetzt wurde, übernommen, missbraucht und nachhaltig korrumpiert. Das verhinderte in Europa wie auch in China wirksame Allianzen von Sozialreformern und Kommunisten. Im Spanischen Bürgerkrieg kämpften Anarchisten, Demokraten und Kommunisten von 1936 bis 1939 letztmals gemeinsam, aber erfolglos gegen Francisco Franco.
Die Stalinschen „Säuberungen“ kulminierten von 1936 bis 1938 im Großen Terror: Stalin ließ nun auch die Generation der Oktoberrevolutionäre als seine möglichen innenpolitischen Gegner verbannen und ermorden, darunter die Führungsspitze der Roten Armee. Dazu wurden Hunderttausende Sowjetbürger erschossen oder jahrelang in Straflagern inhaftiert.
Nach dem Ende des Zweiten Weltkrieges gelang es der Sowjetunion, in den Staaten Osteuropas infolge militärischer Besetzung stalinistische Regime zu etablieren. Der in der Ära des Kalten Krieges sogenannte „Ostblock“ wurde als territorialer Gegner bzw. potenzieller Feind zum „kapitalistischen“ Westen postuliert. Nach dem Tode Stalins 1953 leitete der neue Staats- und Parteichef Nikita Chruschtschow die Entstalinisierung ein und definierte damit den Marxismus-Leninismus, nun unabhängig vom Stalinismus, neu. Dieser „neue“ Marxismus-Leninismus bestimmte dann weitgehend die Politik der Sowjetunion und der Ostblock-Staaten bis zum Sturz Chruschtschows 1964. Unter seinem Nachfolger Leonid Breschnew wurde die Entstalinisierung allerdings kaum mehr verfolgt, begonnene Reformen in Partei und Staat wurden gestoppt oder sogar wieder zurückgenommen. Erst mit dem Antritt Michail Gorbatschows 1985 setzte mit Glasnost und Perestroika eine neue Reformwelle ein, die das politische System sowie die ideologische Ausrichtung der Sowjetunion und ihrer Satellitenstaaten grundlegend veränderte. Die Revolutionen im Jahr 1989 beschleunigten den Zerfall der Sowjetunion, der schließlich 1991 zu deren Auflösung führte.
Gegenwärtig berufen sich insbesondere nur noch Kuba, Vietnam und Laos auf den Marxismus-Leninismus als offizielle Staatsdoktrin.
Auch in den bestehenden kommunistischen Parteien, wie beispielsweise in Deutschland der DKP oder der MLPD, spielt der Marxismus-Leninismus noch eine Rolle, während andere Parteien oder Organisationen dem Reform- oder Eurokommunismus zuzuordnen sind oder sich auf den Trotzkismus beziehen.

## Trotzkismus

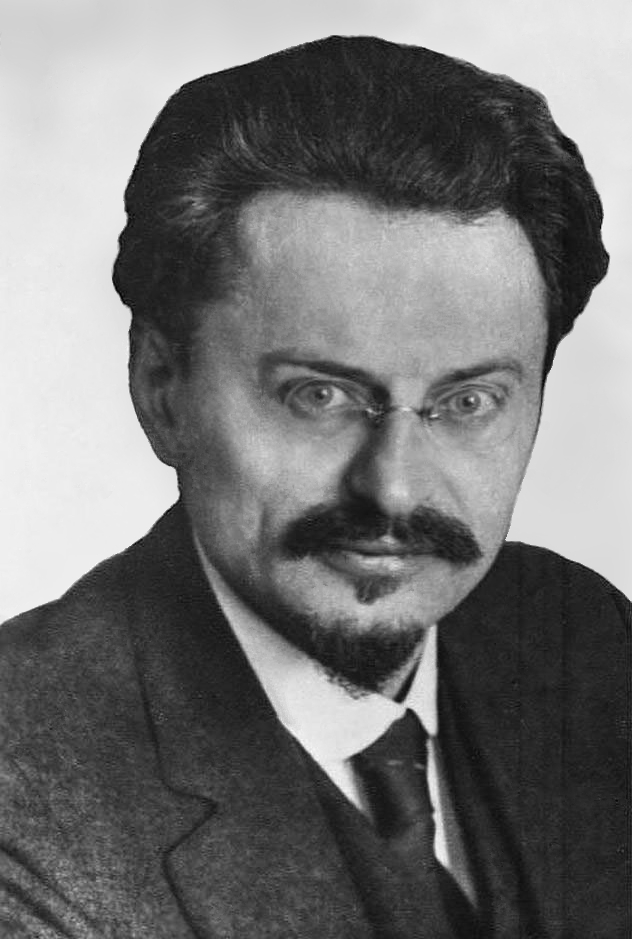
Leo Trotzki

Im Gegensatz zu der von Stalin vertretenen These vom möglichen „Sozialismus in einem Land“ stand Leo Trotzki für einen konsequenten Internationalismus. Nach seiner Theorie der permanenten Revolution kann der Sozialismus als Übergangsgesellschaft zum Kommunismus nur auf internationaler Ebene funktionieren, weswegen die ganze Welt durch Revolutionen vom Kapitalismus befreit werden müsse. Bleibe die sozialistische Weltrevolution aus, so falle die Sowjetunion zwangsläufig wieder zum Kapitalismus zurück. Ausgangspunkt für den Trotzkismus ist aber vor allem auch die von Trotzki 1936 verfasste Studie: Verratene Revolution. Was ist die Sowjetunion und wohin treibt sie? Darin arbeitete er eine Analyse der Bürokratisierung der häufig als degenerierte Arbeiterstaaten bezeichneten Länder aus, in denen eine proletarische Revolution stattgefunden hatte. Trotzkisten verstehen sich, wie viele andere marxistische Strömungen auch, als Vertreter des Leninismus bzw. als dessen Weiterentwicklung.

## Maoismus
Die Volksrepublik China sah sich nach der Revolution 1949 unter Führung Maos als besonderer Teil des „Weltkommunismus“ und pflegte die „Bruderfreundschaft“ mit der Sowjetunion unter Stalin. Nach dessen Tod 1953 leitete sein Nachfolger Nikita Sergejewitsch Chruschtschow 1956 eine Entstalinisierung ein. Der Kampf zwischen Chruschtschow und Mao um den Führungsanspruch in der kommunistischen Bewegung führte zum chinesisch-sowjetischen Zerwürfnis. Die Sowjetunion vertrat nun die Linie einer friedlichen Koexistenz mit dem kapitalistischen Westen, während China auf der sozialistischen Weltrevolution bestand. Zu seinem Einflussbereich gehörten vor allem Nordkorea und Nordvietnam, zeitweise auch Kambodscha und Laos, während Indien und die Kaukasusregion sich eher an die Sowjetunion anlehnten. Das von Mao verfolgte Programm des Großen Sprungs nach vorn, mit welchem China in wenigen Jahren zu einer industriellen Großmacht werden sollte, scheiterte und führte zu einer der größten Hungersnöte der Geschichte der Menschheit mit 20 bis 40 Millionen Toten.
In vielen Staaten Asiens, Afrikas und Lateinamerikas führten die „Blockmächte“ USA, UdSSR und VR China Stellvertreterkriege miteinander. Der Koreakrieg (1950–1953) z. B. war eigentlich ein chinesisch-amerikanischer Konflikt, in dem die USA erstmals nach 1945 wieder den Einsatz von Atomwaffen erwogen. In der Mongolei wiederum stritten die Sowjetunion und China mit Drohgebärden und militärischen Scharmützeln um Grenzverläufe. Sie unterstützten auch in der „Dritten Welt“ verschiedene revolutionäre Gruppen und Ziele. Die Roten Khmer in Kambodscha etwa beriefen sich zeitweise auf den „Maoismus“. Ihrer kurzen Herrschaft (1975–1979) fielen bis zu zwei Millionen Menschen zum Opfer. Auch in Europa fand der Maoismus Beachtung, so orientierte sich Albanien unter Enver Hoxha zwischen 1968 und 1978 an dessen Politik (siehe weiter unten).
Unter der Kommunistischen Partei Chinas kam es in den 1980er-Jahren zu einer demokratischen Protestbewegung, die jedoch blutig niedergeschlagen wurde. Danach wurde in einigen Provinzen und Städten die kapitalistische Produktionsweise zugelassen, um die Produktivität zu steigern. Dies wirkte sich einerseits erheblich auf die Prosperität des Landes und die Konsumgüterproduktion aus. Anderseits verschärfte diese Maßnahme die Klassengegensätze zwischen einem neureichen Bürgertum privater Unternehmer und Staatsfunktionäre und einer rechtlosen proletarischen Wanderarbeiterschaft. Auch die Masse der rechtlosen Kleinbauern verarmt zunehmend und wird von der Wirtschaftsentwicklung weitgehend abgekoppelt.
Am 14. März 2004 wurde die Abschaffung des Privateigentums auch offiziell zurückgenommen und der Schutz des Privateigentums in der Verfassung verankert.
Der Maoismus spielte auch in der Hochphase der Studentenbewegung der 1960er-Jahre in Deutschland eine bedeutende Rolle; Mao wurde neben Che Guevara und Ho Chi Minh zu einem revolutionären Leitbild eines Teils dieser Bewegung.

## Titoismus

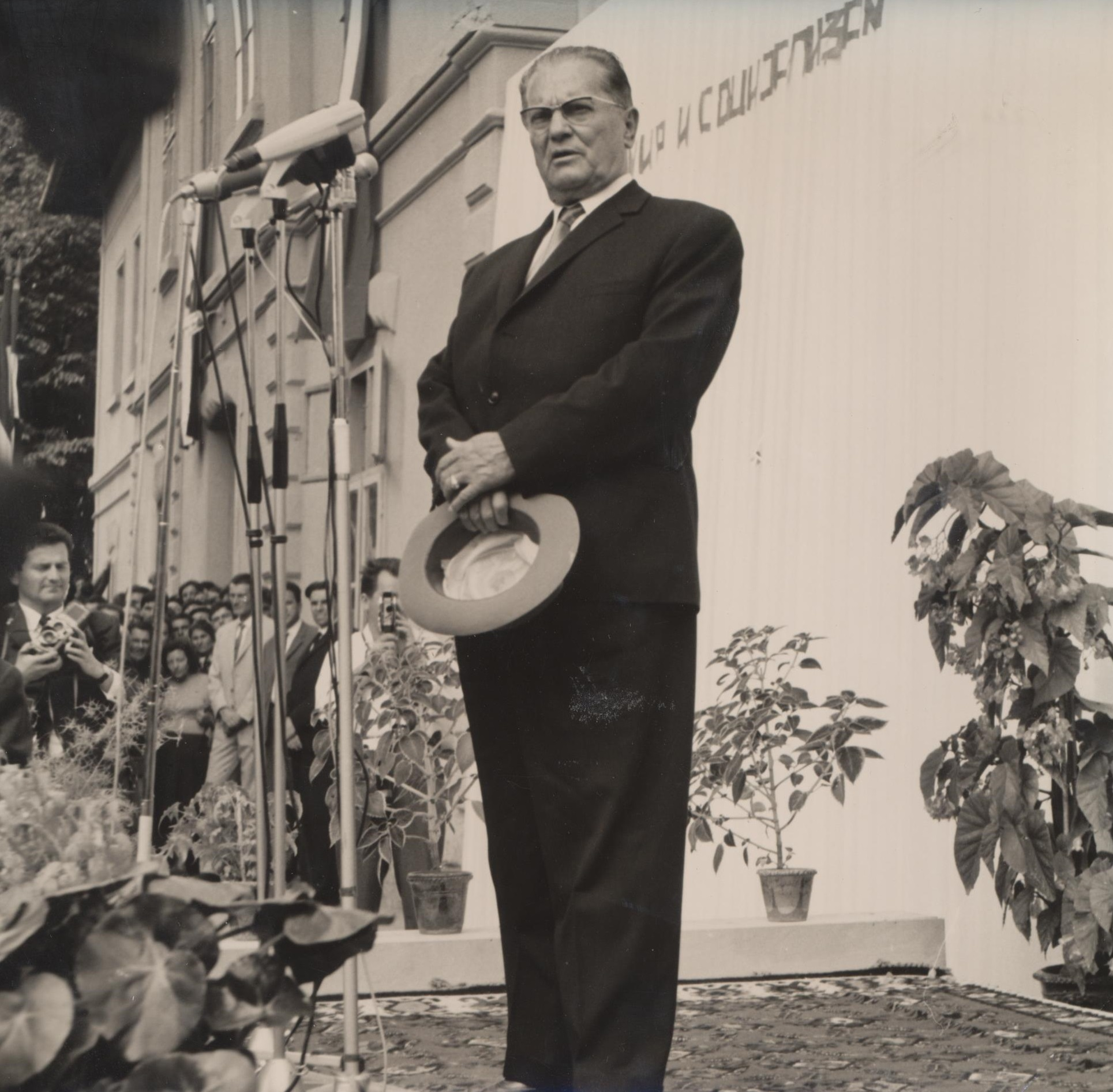
Josip Broz Tito 1965

Kommunismus als staatliche und weltpolitische Zustandsbeschreibung differenzierte sich im Verlauf des Kalten Krieges weiter: Mit Jugoslawien unter Josip Broz Tito kam eine Sonderform der Unabhängigkeit vom sowjetischen Führungsanspruch hinzu, die ihrerseits zwar eine autoritäre Ein-Parteien-Regierung war, jedoch deutlich liberalere Züge als die Ostblock-Staaten und China aufwies. Wichtig im Kommunismus titoistischer Prägung war auch die sogenannte Blockfreiheit, so gründete Tito gemeinsam mit dem ägyptischen Staatschef Nasser, dem indischen Premier Nehru und dem indonesischen Präsidenten Sukarno 1961 in Belgrad die Bewegung der blockfreien Staaten, die sich im Ost-West-Konflikt neutral verhielten. In der Innenpolitik verfolgte der Titoismus ein umfassendes föderatives Konzept. So war Jugoslawien in sechs Teilrepubliken (Slowenien, Kroatien, Bosnien-Herzegowina, Serbien, Montenegro und Mazedonien) gegliedert, die über weitreichende Selbstbestimmungsrechte verfügten; den beiden Provinzen Kosovo und Vojvodina wurde eine weitgehende Autonomie zugestanden. Ebenfalls eine wichtige Säule des Titoismus war die sogenannte Arbeiterselbstverwaltung, die es jedem Mitarbeiter eines Betriebes gestattete, Einfluss auf die Unternehmensführung zu nehmen.
Zwischen 1944 und 1948 spielte der Titoismus unter der Führung von Koçi Xoxe auch im benachbarten Albanien eine Rolle; ein Beitritt zur jugoslawischen Bundesrepublik wurde ebenfalls erwogen.
Der Titoismus beeinflusste auch maßgeblich Alexander Dubček; so führte dieser 1968 im sogenannten Prager Frühling ebenfalls die Arbeiterselbstverwaltung ein, die allerdings nach dem Einmarsch der Warschauer-Pakt-Staaten in die ČSSR wieder abgeschafft wurde.

## Realsozialismus

Weltkarte mit realsozialistischen Staaten in rot (1980)

Sowjetisches Lenindenkmal in Ulan-Ude

Die Bezeichnung „real existierender Sozialismus“ (kurz Realsozialismus) ist eine Eigenbezeichnung der ehemaligen oder bestehenden sozialistischen Gesellschaftssysteme mit meist einem Ein-Parteien-System und marxistisch-leninistischer Staatsideologie. Darunter werden vor allem die Mitgliedstaaten des Warschauer Paktes und des Rates für gegenseitige Wirtschaftshilfe verstanden. Dieser Terminus, der Selbst- und Fremdbezeichnung war, drückt zum einen aus, dass der Sozialismus tatsächlich existiere und zum anderen wird dieser Begriff auch kritisch verwendet, um eine Diskrepanz zwischen der Theorie und den tatsächlichen politischen Verhältnissen des Sozialismus/Kommunismus auszudrücken.
Um die von Marx geforderte Herrschaft des Proletariats zu verwirklichen, schuf Lenin in theoretischer und praktischer Auseinandersetzung mit den Bedingungen zur Machterringung und anschließender Bewahrung des Sozialismus eine „Partei neuen Typs“ (Was tun?, 1902, und Ein Schritt vorwärts – zwei Schritte zurück, 1904), die dafür nach seinem Prinzip des demokratischen Zentralismus organisiert war. In marxistischer Theorie ist die Diktatur des Proletariats der Weg zum Ziel der klassenlosen Gesellschaft. Lenin bezeichnete die Phase nach der Machtergreifung und anschließende Machtverteidigung des Proletariats als Sozialismus, betrachtete diesen – inklusive der notwendigen Diktatur – also als Vorstufe zum vollendeten eigentlichen Kommunismus, in dem der Staat mit der Gesellschaft identisch und daher nicht mehr als Zwang empfunden werde.
Da im real existierenden Sozialismus viele Theoreme und praktische Vorschläge von Marx mit ihrer Staatsideologie zu realisieren versucht wurden, wurde dieses System oft als folgerichtiges Ergebnis seiner ursprünglichen Ideen betrachtet. Gemeinsame Merkmale der sich so nennenden „Volksdemokratien“ oder „Volksrepubliken“ wie die Alleinherrschaft einer kommunistischen Partei werden von Befürwortern wie Gegnern oft mit der von Marx intendierten „Diktatur“ identifiziert.
Infolge seiner Machtausdehnung durch den und nach dem Zweiten Weltkrieg 1945 und auch seit der erfolgreichen Revolution Mao Zedongs in der Republik China (Gründung der Volksrepublik China) 1949 gewann der sogenannte Realsozialismus ein weltpolitisches Gegengewicht zu den marktwirtschaftlich ausgerichteten Ländern unter Führung der Vereinigten Staaten von Amerika. Die von der Sowjetunion nach 1945 installierten und dominierten Systeme wurden in der westlichen Welt als „Ostblock“ bezeichnet, weil sie keine reale Autonomie besaßen, sondern faktisch Satellitenstaaten der vom Politbüro der KPdSU gelenkten Sowjetunion waren.
Dieser Gegensatz bestimmte den Kalten Krieg und das im Westen herrschende Verständnis von „Kommunismus“. Es setzte oft auch sozialistische und sozialdemokratische Parteien unter Druck, die sich gegen Diffamierungen wehren mussten, etwa die „fünfte Kolonne Moskaus“ zu sein (Wahlkampfparole Konrad Adenauers) oder die „Verteidigung der Freiheit“ im Rahmen des westlichen Militärbündnisses (NATO) zu vernachlässigen.
Die realsozialistischen Regime brachen Ende der 1980er-Jahre zusammen. Gründe dafür waren unter anderem innere Oppositionsbewegungen, die desolate Wirtschaftslage, die Ineffizienz der in diesen Regimen betriebenen Planwirtschaften sowie die Konkurrenz der erfolgreicher erscheinenden sozialstaatlichen Modelle des Westens. In der DDR kam 1989 außerdem die Massenflucht in die Bundesrepublik hinzu.

## Kommunistische Befreiungsbewegungen

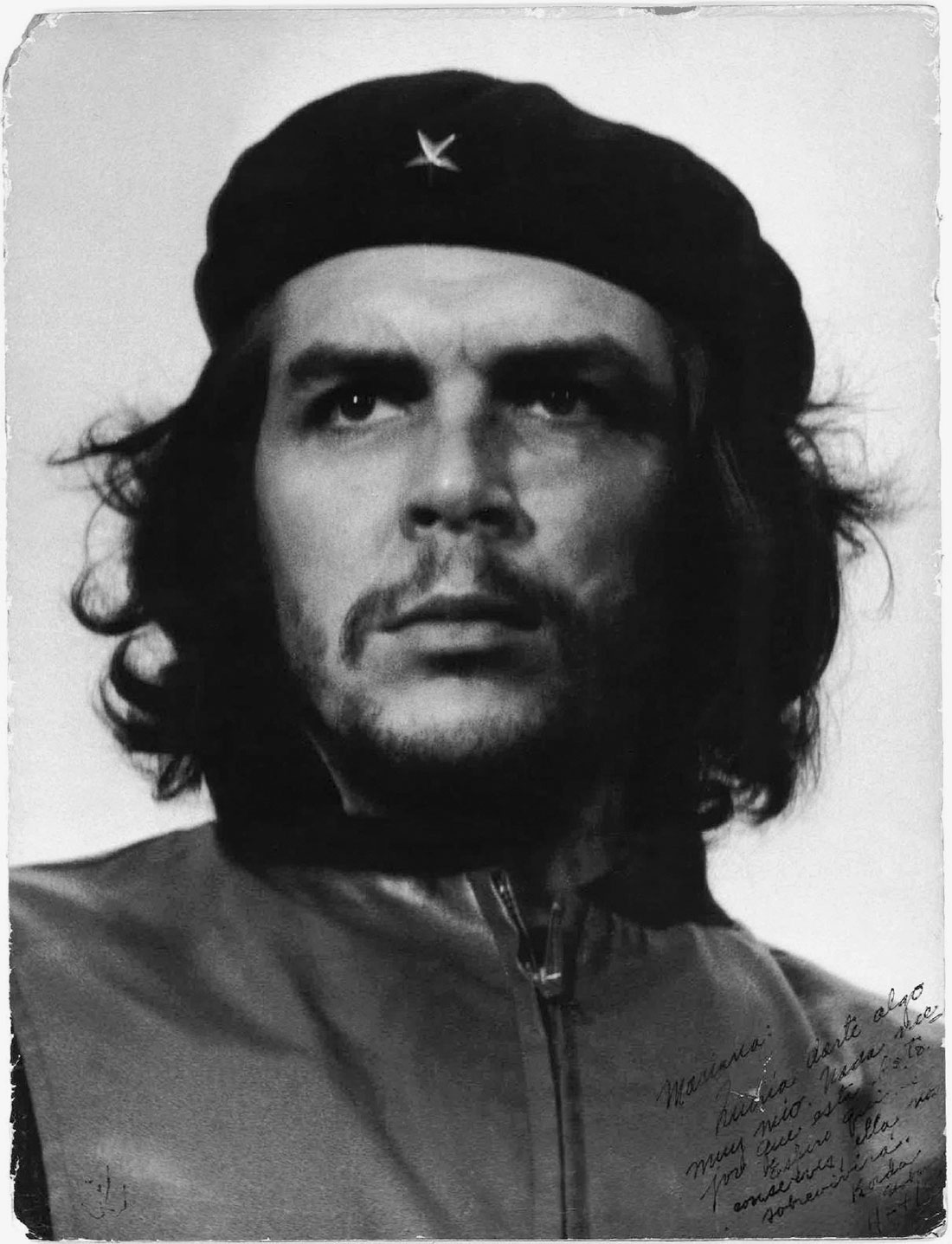
Ernesto Che Guevara (1928–1967), Symbolfigur des kommunistischen Antiimperialismus

Gegenüber dem europäischen Imperialismus und Kolonialismus hatten die Ideen von Marx schon seit 1900 auch in vielen nicht industrialisierten, vom Weltmarkt und westlicher Hegemonie beherrschten Ländern Anhänger gefunden.
Die Entwicklung in der Sowjetunion wurde zwar auch teilweise von Sozialisten und Kommunisten kritisiert, die angesichts des aufstrebenden Faschismus dennoch nicht ihre grundsätzliche Solidarität zur Sowjetunion aufgaben. Mit dem opferreichen Sieg der Sowjetunion über Hitlerdeutschland und dem folgenden Kalten Krieg gewann die Vorstellung des Antagonismus zweier Lager auch unter ihnen neue Plausibilität.
Besonders nach der erfolgreichen Revolution Fidel Castros in Kuba 1958 griffen viele Befreiungsbewegungen in der sogenannten Dritten Welt den Marxismus-Leninismus auf und entwickelten ihn als Antiimperialismus für ihre eigenen Situationen weiter.

## Rumänien

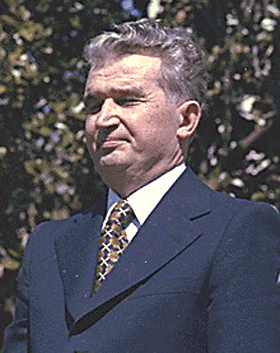
Nicolae Ceaușescu (1918–1989)

Gheorghe Gheorghiu-Dej leitete in den 1950er Jahren die Sowjetisierung Rumäniens ein. Er baute den Sicherheitsdienst Securitate zu einem allgegenwärtigen Kontrollorgan aus.
Unter Gheorghiu-Dejs Nachfolger Nicolae Ceaușescu erlangte Rumänien eine relative Unabhängigkeit zur Sowjetunion; so wurde der Einmarsch der Warschauer-Pakt-Staaten in die ČSSR 1968 ebenso verurteilt wie die Boykottierung der Olympischen Spiele 1984 in Los Angeles, an denen Rumänien als einziger Ostblock-Staat teilnahm. Andererseits herrschte um Ceaușescu ein grotesker Personenkult, die Securitate blieb allgegenwärtig und die Bevölkerung verarmte dramatisch. Ceaușescu und seine Frau wurden 1989 in einem blutigen Umsturz hingerichtet.

## Albanien

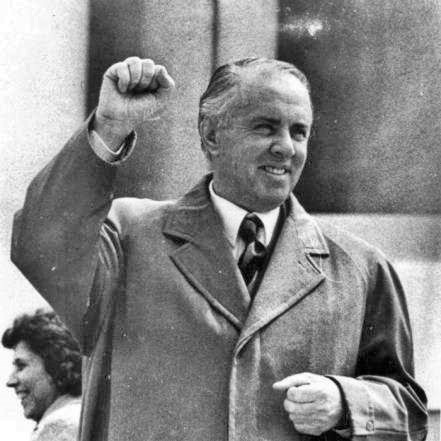
Enver Hoxha

Nach dem Zweiten Weltkrieg lehnte sich Albanien zunächst eng an Titos Jugoslawien an, brach allerdings bereits 1948 mit Tito und wurde ein enger Verbündeter der Sowjetunion. 1949 trat das Land dem Rat für gegenseitige Wirtschaftshilfe (RGW) bei und war eines der Gründungsmitglieder des Warschauer Paktes.
Durch die Entstalinisierung und die damit verbundene Tauwetterperiode brach Enver Hoxha nun auch mit der Sowjetunion; 1968 erfolgte der Austritt aus dem RGW und dem Warschauer Pakt. Albanien lehnte sich fortan an das maoistische China an, der Maoismus wurde nun zur neuen Staatsdoktrin erhoben.
Der Tod Maos 1976 und die darauf folgenden Reformen Deng Xiaopings lösten einen erneuten Politikwechsel aus. Albanien sagte sich nun offiziell auch vom Maoismus los und verfolgte einen neuen albanischen Weg zum Sozialismus, der durch eine besonders isolationistische, autarke Politik gekennzeichnet war.

## Nordkorea: Chuch’e- und Sŏn’gun-Ideologie

Kim Il-sung

In Nordkorea ersetzte 1977 die von Kim Il-sung entwickelte Chuch’e-Ideologie als Weiterentwicklung und Abkehr den Marxismus-Leninismus als Grundlage der Verfassung. Ihr Ziel ist nicht mehr eine klassenlose Gesellschaft, sondern nur mehr eine Art „Freundschaft der Klassen“. Hinzu kommt eine stark nationale Komponente, die die eigenen Interessen über die der internationalen Bewegung stellt. Des Weiteren wird betont, dass nicht die kommunistische Partei oder das Proletariat die Gesellschaft transformieren soll, sondern ein einzelner „Arbeiterführer“, dem bedingungslose Loyalität zu gewähren ist. 2009 wurde unter Kim Jong-il die Chuch’e-Ideologie per Verfassungsänderung um die ein Primat des Militärs einsetzende Sŏn’gun-Ideologie ergänzt. Zugleich wurden alle direkten Bezüge auf den Kommunismus aus der Verfassung gestrichen.

## Reformkommunismus Ost

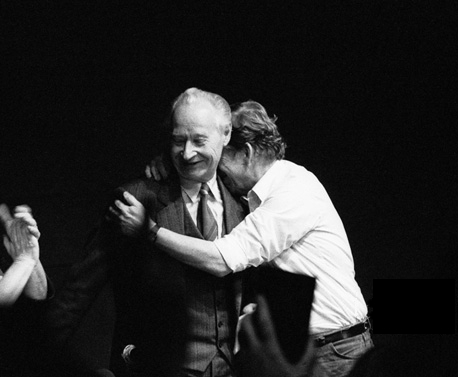
Alexander Dubček, umarmt von Václav Havel

In den Ostblockstaaten mit einer älteren demokratischen Tradition gab es seit 1953 Anläufe zu Eigenständigkeit und Emanzipation vom „großen Bruder“ in Moskau. Diese Bemühungen um Reformen auf weiterhin staatssozialistischer Grundlage werden als Reformkommunismus eingeordnet. Sie begannen mit dem eher anti- als reformkommunistischen Aufstand vom 17. Juni 1953 in der DDR, der zuerst Arbeitszeit- und Lohnreformen forderte, dann das Machtmonopol der SED in Frage stellte und auch schon die Deutsche Wiedervereinigung anvisierte. Der Ungarische Volksaufstand von 1956 und der Prager Frühling 1968 in der Tschechoslowakei führten zu einer Wiederbelebung der Räte und der Genossenschaften in Verbindung mit einer vorsichtigen Liberalisierung der Wirtschaft und Zulassung von Privatunternehmen. Diese Versuche waren stets von breiten Bevölkerungsschichten getragen und wurden gewaltsam von der Roten Armee in dem Moment niedergeschlagen, als die Loslösung vom Warschauer Pakt und damit von der Sowjetunion in Reichweite kam.
Auch in der staatsunabhängigen Gewerkschaftsbewegung Solidarność in der Volksrepublik Polen gab es anfangs prominente Vertreter mit reformkommunistischen Ansätzen, die z. B. die Kontrolle über die Lebensmittelverteilung in Polen forderten. Nach den August-Streiks 1980 in Polen wurde der Einmarsch sowjetischer Truppen nur knapp vermieden, indem General Wojciech Jaruzelski im Dezember 1981 das Kriegsrecht verhängte, das bis 1983 in Kraft blieb.

## Eurokommunismus West
In Westeuropa waren kommunistische Bewegungen bis 1939 in vielen Staaten verbreitet. In Italien entstand nach Vorarbeiten von Antonio Gramsci nach 1945 der so genannte „Eurokommunismus“, der sich vom Stalinismus abgrenzte und durch parlamentarische Mehrheiten ökonomische und soziale Reformen erreichen wollte. In Frankreich vertrat bzw. vertritt die von relativ starken Gewerkschaften getragene KPF in den 1970er-Jahren und seit dem Zusammenbruch des Ostblocks eurokommunistische Standpunkte.

## Neomarxismus
Die Kritische Theorie der Frankfurter Schule wollte zur Herausbildung eines neuen revolutionären Subjekts aus der „formierten Gesellschaft“ des Spätkapitalismus beitragen, um den „autoritären Charakter“ (Erich Fromm) und „eindimensionalen Menschen“ (Herbert Marcuse) sowohl des Faschismus wie auch des orthodoxen Staatskommunismus zu überwinden. In ihrem Gefolge steht die Wertkritik von Autoren wie Michael Heinrich, Robert Kurz und Moishe Postone.

## Kommunistische Splitterparteien
In der Bundesrepublik Deutschland hatte das KPD-Verbot 1956 zur Zwangsauflösung der Kommunistischen Partei geführt. In der politischen Spannungslage nach der Studentenbewegung entstanden zahlreiche sogenannte K-Gruppen, die oft stark gegeneinander konkurrierten und sich je nach Vorbild an einen oder mehrere „real existierende“ kommunistische Staaten anlehnten.

## Kritik des Realsozialismus

### Innermarxistische, sozialistische und liberale Kritikansätze
Die Kritik an den real existierenden Systemen mit kommunistischem Anspruch setzt an mehreren Aspekten an:
- Fehlende Basisdemokratie: Das von Lenin verhängte Partei- und Fraktionsverbot lähme die notwendige gesellschaftliche Partizipation und Eigeninitiative der Arbeiter und gefährde so den Aufbau des Sozialismus (Rosa Luxemburg).
- Bürokratie: Durch die Isolierung Sowjetrusslands konnte eine neue Bürokratenschicht die „Macht an sich reißen“, was zu einer „Entartung“ des Arbeiterstaates führte (Leo Trotzki).
- Berechnungsproblem: Die Verteilung von Leistungen und Gütern sei ohne eine freie Preisbildung kaum sinnvoll möglich, da sie keine Berechnungsbasis habe und unmöglich die Interessen aller Individuen sinnvoll miteinander koordinieren und gegeneinander aufwiegen kann. (Ludwig von Mises, Friedrich August von Hayek)
- Zentralismus: Die von oben nach unten aufgebaute sowjetische Kaderpartei sei strukturell unfähig, die Wirtschaftsprobleme des Landes zu lösen (Wolfgang Leonhard).
- Ideologische Manipulation: Stalins und Maos „Marxismus-Leninismus“ sei ein Bruch mit den ursprünglichen Ideen von Marx, Engels und Lenin und pervertiere sie (George Orwell, Oskar Negt, Iring Fetscher).
- Totalitarismus: Die Herrschaftsform der UdSSR lasse strukturell keine Demokratisierung zu und schalte die freie Entfaltung der Menschen ähnlich total aus wie der Faschismus (Hannah Arendt).
- Die Gesellschaftsformation der Sowjetunion und Chinas sei kein Sozialismus/Kommunismus, sondern eine bürokratisch erstarrte Form des asiatischen Despotismus (Karl August Wittfogel, Rudolf Bahro, Rudi Dutschke),
- Imperialismus: Die innerstaatliche Diktatur und ökonomische Schwäche der Sowjetunion führe zu äußerem Expansionsdrang und Hegemonialansprüchen, die den Weltfrieden gefährden (Konsens von Reformkommunisten, Antikommunisten und manchen Befreiungsbewegungen der Dritten Welt)

Im Zentrum vieler Kritikansätze steht die Einparteienherrschaft, die das gemeinsame Kennzeichen der „Volksdemokratien“ war und ist. Formell konnten z. B. im Blockparteiensystem der DDR weitere kleine Parteien existieren, die aber gleichgeschaltet mit der SED waren und deren Mehrheit nie gefährden durften.

### Totalitarismus
Die Totalitarismus-Theorie vergleicht seit ihrem Aufkommen in den 1920er-Jahren die politischen Systeme des Faschismus mit dem des Marxismus-Leninismus beziehungsweise Stalinismus. Ihre Vertreter gehen von formalen und inhaltlichen Ähnlichkeiten der Systeme und Parteikonzepte aus. Kritiker, insbesondere in Deutschland, werfen ihnen vor, damit die Einmaligkeit des Nationalsozialismus zu leugnen und seine Verbrechen zu verharmlosen. Das Verfassungsgericht der Ukraine stellte 2019 fest, dass sowohl das nationalsozialistische als auch das kommunistische Regime durch gleichartige totalitäre und willkürliche Kontrolle die ukrainische Bevölkerung terrorisierten und daher ein Verbot der Symbole beider Totalitarismen verfassungsrechtlich gerechtfertigt ist.

## Linkskommunismus
Bereits in den 1920er-Jahren kristallisierte sich innerhalb der kommunistischen Bewegung der Linkskommunismus als eigene Strömung heraus. Bekanntester Vertreter war der Italiener Amadeo Bordiga (1889–1970). Er kritisierte sowohl die Stalinisierung innerhalb der kommunistischen Parteien als auch den Trotzkismus. Während die meisten kommunistischen Organisationen nach 1945 den real existierenden Sozialismus verteidigten, legten Bordiga und die Internationale Kommunistische Partei in mehreren Schriften dar, warum die Sowjetunion und die anderen realsozialistischen Staaten für sie nicht sozialistisch seien, sondern eine besondere Form der kapitalistischen Entwicklung darstellen würden. Andere linkskommunistische Theoretiker, die in den 1920er-Jahren in Abgrenzung von Lenin eine Räteherrschaft des Proletariats anstrebten (Rätekommunismus), waren etwa Anton Pannekoek und Otto Rühle sowie Karl Korsch und andere Vertreter des „ultralinken“ Flügels der KPD, der 1925/1926 im Prozess der Stalinisierung aus der Partei gedrängt wurde. Sie bezogen sich, anders als Rühle und Pannekoek, positiv auf den Leninismus. Die Rezeption von Korsch und Rühle beeinflusste zwei Generationen später die deutsche Studentenbewegung.

## Postkommunismus der Gegenwart

### Postkommunistische Parteien
Nach dem Ende des real existierenden Sozialismus reformierten sich viele der zuvor staatstragenden kommunistischen Parteien, gaben sich neue Programme und Namen. Diese Parteien setzten auf Konzepte wie die Basisdemokratie und den demokratischen Sozialismus anstelle einer Diktatur des Proletariats und des Führungsanspruchs einer einzigen Partei.

### Postmarxistische Ansätze
Aufbauend auf der kritischen Theorie bildete sich vor allem in akademischen Milieus eine alternative kritische Auseinandersetzung mit der bürgerlich-kapitalistischen Gesellschaftsordnung heraus. Als Ausdruck dieser Gesellschaftsform kritisiert werden bestimmte Ideologien und Tendenzen wie Arbeitsfetisch, Personalisierung abstrakter Verhältnisse, Antisemitismus und Antiamerikanismus. Dabei beziehen sich die Kritiker nicht nur auf Karl Marx, sondern vor allem auch auf die Vertreter der „Kritischen Theorie“ (Adorno, Horkheimer). In den 1990er-Jahren bildeten sich im linksalternativen Spektrum zwei neue gesellschaftskritische, postmarxistische Strömungen, die besonders nach dem 11. September 2001 Auftrieb bekamen, heraus: „Wertkritiker“ und daneben in Deutschland und Österreich die „Antideutschen“.
Beide Strömungen wollen prozessual die bürgerlich-kapitalistischen Verhältnisse aufheben und in eine „befreite“ Gesellschaft transformieren. Der Kapitalismus wird dabei einer neu akzentuierten Analyse unterzogen. Das Ziel dabei sei, in einem Diskussions- und Transformationsprozess eine zwanglose und gemeinschaftliche Gesellschaft, in der der Mensch und seine Bedürfnisse im Mittelpunkt stehen, entstehen zu lassen. Besonders die Antideutschen beharren auf dem von Adorno (Negative Dialektik, Minima Moralia) proklamierten Bilderverbot, also dem bewussten Verzicht auf das Ausmalen der befreiten Zukunft.
Beide Strömungen grenzen sich scharf vom traditionellen Marxismus ab, da dieser das Proletariat als so genanntes „revolutionäres Subjekt“ sieht und den Begriff der „Arbeit“ positiv besetzt. Dagegen wird Arbeit streng als spezifisch kapitalistische und aus dem Lebensalltag der Menschen herausgerissene menschliche Tätigkeit kritisiert. Auch die marxistische Klassenkampf-Rhetorik wird als Personalisierung abgelehnt. Der Organisationsgrad der beiden Strömungen ist bewusst niedrig, es handelt sich dabei um lose verbundene Gruppen.
Den „real existierenden Sozialismus“ analysieren die Postmarxisten als eine spezifische Form von Entwicklungsdiktaturen, die unter der Vorgabe (und im Glauben), eine sozialistische Gesellschaft zu errichten, nur eine nachholende Industrialisierung auf dem Boden der warenproduzierenden Vergesellschaftung durchsetzten.

## Dokumentarfilme
- Aufstieg und Fall des Kommunismus (Alternativtitel: Die Geschichte des Kommunismus). 12-teilige Dokumentationsreihe. Eine Produktion von Spiegel TV im Auftrag von ZDFinfo. Deutschland 2016[16][17]